# طائرة رحلات

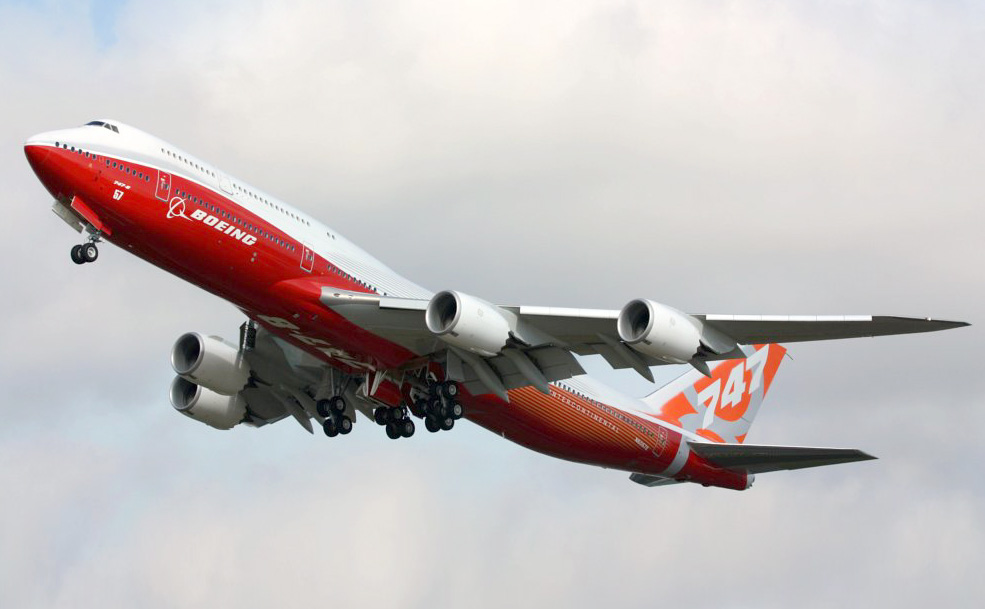
طائرة ذات بدن عريض من طراز بوينغ 747-8 أي خلال أول طيران لها في 2011

طائرات خطوط جوية أو طائرة رحلات جوية (بالإنجليزية: Airliner)‏ هي نوع من الطائرات تستخدم لنقل الركاب والبضائع الجوية. غالبًا ما يتم تشغيل هذه الطائرات من قبل شركات الطيران. على الرغم من أن تعريف طائرة ركاب يمكن أن يختلف من بلد إلى آخر تعرف الطائرة عادة على أنها طائرة مخصصة لنقل العديد من الركاب أو البضائع في الخدمة التجارية. أكبرها هي الطائرات ذات الجسم العريض والتي تسمى أيضًا الممر المزدوج لأنها تحتوي عمومًا على ممرين منفصلين يمتدان من الأمام إلى الجزء الخلفي من مقصورة الركاب. تستخدم هذه الطائرات عادة للرحلات الطويلة بين محاور شركات الطيران والمدن الكبرى. هناك فئة أصغر وأكثر شيوعًا وهي الطائرات ذات الجسم الضيق أو ذات الممر الواحد وتستخدم بشكل عام للرحلات القصيرة إلى المتوسطة المسافة مع عدد أقل من الركاب من نظيراتها ذات الجسم العريض.
عادة ما تتسع الطائرات الإقليمية لأقل من 100 راكب ويمكن تشغيلها بواسطة محرك عنفي مروحي.

## التاريخ

### فترة ما بين الحربين

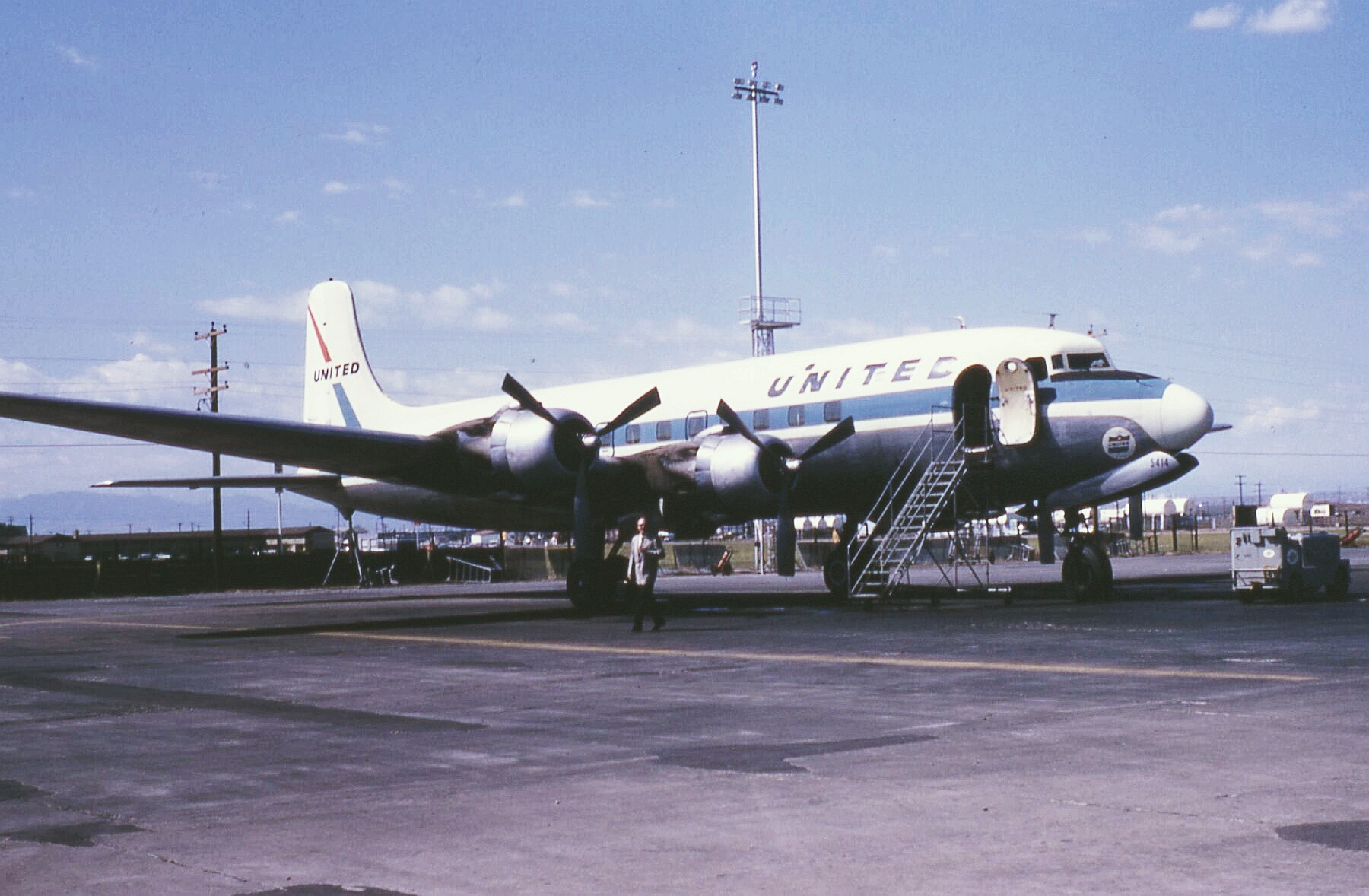
طائرة من طراز دي سي-6 تابعة للخطوط الجوية المتحدة، في مطار ستابلتون، دنفر، سبتمبر 1966

عندما حقق الأخوان رايت أول طيران أثقل من الهواء في العالم، فإنهم بذلك قد وضعا الأساس لما أصبح فيما بعد صناعة النقل الرئيسية. وكان رحلتهم في عام 1903 قبل 11 عاما فقط بما عرف بأنها أول طائرة رحلات جوية في العالم. ومن شأن هذه الطائرات تغيير العالم اجتماعيا واقتصاديا، وسياسيا بطريقة لم تحدث قط من قبل.
إذا تم تعريف طائرة رحلات جوية بأنها طائرة خدمة تجارية مخصصة لنقل عددا من الركاب، وتعتبر الطائرة الروسية سيكورسكي إيليا موروميتس رسميا أول طائرة ركاب. وكانت طائرة فخمة مع صالون منفصل للركاب، وكراسي مصنوعة من الخوص، وغرفة نوم وصالة استراحة ودورة مياه. وكانت الطائرة أيضا مجهزة بتدفئة وإضاءة كهربائية. أول طيران لطائرة ايليا موراميت كان في 10 ديسمبر، 1913. وفي 25 فبراير 1914، أقلعت أول رحلة للاستعراض مع 16 راكبا كانوا على متنها. وفي الفترة من 21 يونيو إلي 23 يونيو، قامت الطائرة برحلة ذهابا وآياب من سانت بطرسبرغ إلى كييف بزمن قدره 14 ساعة و 38 دقيقة مع هبوط واحد بين المدينتين. ومع ذلك، فإنها لم تستخدم أبدا كطائرة تجارية بسبب بداية الحرب العالمية الأولى.
في عام 1919، وبعد الحرب العالمية الأولى، تم تحويل طائرة فرمان إف 60 جالوت والمصممة في الأصل كطائرة هجوم ثقيلة بعيدة المدى، للاستخدام التجاري كطائرة ركاب. يمكن أن تتسع لـ 14 راكبا، حيث بنيت حوالي 60 طائرة في عام 1919. في البداية قدمت الطائرة عدة رحلات دعائية، بما في ذلك واحدة في 8 فبرير عام 1919، عندما طارت جالوت مع 12 راكبا من تاوسس لو نوبل (Toussus-le-Noble) في شمال وسط فرنسا، إلي محطة سلاح الجو الملكي البريطاني في كينلي (Kenley)، بالقرب من كرويدون، على الرغم من عدم وجود إذن بالهبوط من السلطات البريطانية.
وفي عام 1919، بنيت طائرة رحلات جوية هامة أخرى من إنتاج شركة إيركو وهي إيركو دي إتش 16 والتي هي إعادة تصميم للطائرة إيركو دي إتش 9 إيه، ولكن مع جسم طائرة أوسع لاستيعاب المقصورة المغلقة والكافية لجلوس أربعة ركاب، بالإضافة إلى الطيار في قمرة قيادة مفتوحة. وفي شهر مارس عام 1919، طار النموذج الأول في مطار هيندون. بنيت تسع طائرات، لكن واحدة تم تسليمها لشركة الطيران الوليدة، والتي عرفت باسم شركة طائرات النقل والسفر المحدودة والمعروفة اختصارا بـ إيه تي اند تي. استخدمت إيه تي اند تي أول طائرة لتمتع بالطيران، وفي 25 أغسطس 1919 أنه افتتح أول خدمة الطيران الدولي المقرر من لندن إلى باريس. تم بيعها طائرات واحدة إلى شركة ريفر بليت الطيران في الأرجنتين، لتشغيل الخدمة عبر النهر بين بوينس آيرس عاصمة الأرجنتين ومونتيفيديو عاصمة الأوروغواي وميناؤها الرئيسي. وفي في الوقت نفسه قامت شركة فيكرز المنافسة بتحويل قاذفة القنابل الناجحة في الحرب العالمية الأولى من طراز فيكرز فيمي، إلي نسخة مدنية، عرفت باسم فيمي التجارية، حيث أعيد تصميم جسم الطائرة وجعل قطره أكبر من ذي قبل، (تم استخدام خشب رقائقي مصنوع من شجر التنوب الصنوبري)، وطارت لأول مرة من مطار جويس غرين في كنت في 13 أبريل 1919.
في عام 1919 أيضا، دشنت طائرة يونكرز إف 13 وهي أول طائرة تصنع بالكامل من المعدن في العالم، وتم صنع 322 طائرة منها. كما أن الشركة الهولندية فوكر أنتجت طائرة فوكر إف الثانية ثم تلتها باخرى أكثر تطورا وهي طائرة فوكر إف الثالثة. واستخدمت هذه الطائرات من قبل شركة الطيران الهولندية كي إل إم عندما أعيد فتح خدمة رحلات أمستردام- لندن في عام 1921. وسرعان ما حلقت طائرات فوكر إلى وجهات في جميع أنحاء أوروبا، وشملت: بريمن، بروكسل وهامبورغ وباريس. وأثبت فوكر بأن طائراتها ذات موثوقية عالية.
في بريطانيا أنتجت شركة هاندلي بيج طائرتها من نوع هاندلي بيج تايب دبليو وهي أول طائرة نقل مدني تنتجها الشركة. وتضم هذه الطائرة اثنين من أفراد الطاقم في قمرة قيادة مفتوحة و15 راكبا في مقصورة مغلقة. وتدفع بمحركين اثنين من نوع نابيير لايون بقوة 450 حصان (336 كيلوواط)، وطار النموذج الأول في 4 كانون الأول عام 1919، وذلك عقب فترة وجيزة من عرضه في معرض باريس الجوي في لو بورجيه في دورته لعام 1919. وكانت أول طائرة رحلات جوية في العالم تجهز بمرحاض على متنها.
في فرنسا وفي الوقت نفسه، طائرة بلايرويت إس بي إيه دي إس 33، ذات المقصورة المغلقة والتي يمكن لها أن تحمل أربعة ركاب مع مقعد إضافي في قمرة القيادة. حققت نجاحا كبيرا في خلال حقبة العشرينيات، حيث قامت في البداية بالخدمة على طريق باريس - لندن، وفي وقت لاحق قامت بخدمة الطرق القارية الأوربية.
في عام 1921، أصبح من الواضح أن سعة الطائرات اللازمة تحتاج أن تكون أكبر لتظل مواتية اقتصاديا. فقامت شركة دي هافيلاند الإنجليزية، ببناء الطائرة دي إتش 29 أحادية السطح وبسعة عشرة ركاب، في حين بدأت العمل على تصميم طائرة دي إتش 32، ذات السطحين ذات ال ثمانية مقاعد، مستخدمة المحرك المكبسي من نوع رولز رويس إيغل الأقل قوة ولكن أكثر اقتصادا. ونظرا للحاجة الماسة لمزيد من القدة على نقل الركاب، ومع ذلك، أوقف العمل على دي إتش 32 ودي إتش 34 صمم ذات السطحين، واستيعاب عشرة ركاب.
خلال عقد العشرينيات، في جميع أنحاء بريطانيا وفرنسا، تلقت الشركات الطليعة في صناعة الطائرات المدنية،  في كثير من الأحيان مساعدات كبيرة عن طريق الدعم الحكومي.
في أمريكا، طائرة فورد تراي موتر كانت من أهم الطائرات في ذلك الوقت المبكر. والتي زودث باثنين من المحركات التي ثبتت على الأجنحة وواحد في مقدمة الطائرة الأنفية، مع قدرة حمل ثمانية ركاب وأنتجت خلال الفترة 1925-1933. والتي ظلت تستخدم من قبل الشركة السابقة خطوط عبر العالم الجوية، وبعض شركات الطيران الأخرى وذلك بعد فترة طويلة من توقف الإنتاج.
خلال عقد الثلاثينيات، أصبحت صناعة طائرات الرحلات الجوية أكبر وأكثر نضوجا، وأنشئت شركات طيران وطنية موحدة كبيرة، تقدم خدمات دولية امتدت إلي كافة أرجاء العالم، ومن تلك الشركات: الخطوط الجوية الإمبراطورية في بريطانيا، لوفتهانزا في ألمانيا، كي إل إم في هولندا ويونايتد إيرلاينز في أمريكا. وكانت الطائرات ذات المحركات المتعددة قادرة على نقل عشرات الركاب بكل راحة.
في بريطانيا، عرفت طائرة دي هافيلاند التنين الكثير من النجاح خلال عقد الثلاثينيات. بتصميمها البسيط واستخدام جسم طائرة على شكل صندوقي مصنوع من الخشب الرقائقي. ويمكن أن تحمل ستة ركاب مع 45 رطلا (20 كجم) من الأمتعة، لخدمة المسافرين على طريق لندن - باريس، مع استهلاك بسيط للوقود يقدر بحوالي 13 غالون (49 لتر) في الساعة. مع وجود أجنحة قابلة للطي بعيدة عن المحركات يمكن أستخدامها للتخزين. الطائرة كانت جذابة باعتبارها مخصصة للمسافات القصيرة وذات سعة منخفضة. وسرعان ما أصبحت في الخدمة في جميع أنحاء العالم. توقف الإنتاج البريطاني من دي إتش 84 عندما تم استبدالها على خط التجميع بطائرة دي هافيلاند التنين رابيد الأكثر قوة وجمالا.
وفي عقد الثلاثينيات أيضا، ظهرت أول الطائرات الحديثة والأنيقة المصنوعة من المعادن. ففي عام 1932، أنتجت في الولايات المتحدة، طائرة دوغلاس دي سي-2 بسعة 14 مقعدا. وفي عام 1935 حلقت أقوى وأسرع طائرة في ذلك الوقت، وهي طائرة دوغلاس دي سي-3 وإلتي تتسع 21-32 راكبا. أنتجت دي سي-3 بكميات كبيرة خلال الحرب العالمية الثانية وبعد نهاية الحرب، تم بيعها كطائرات فائضة وزائدة عن الحاجة. كان لطائرة دوغلاس دي سي-3 أهمية خاصة، لأنها كانت أول طائرة مربحة للصانع وبدون أي دعم حكومي.
خلال عقد الثلاثينات تم توسيع رحلات المسافات الطويلة على حد سواء خطوط بان أمريكان العالمية الأمريكية والخطوط الجوية الإمبراطورية وتنافس في توفير السفر عبر المحيط الأطلسي باستخدام القوارب الطائرة مثل الطائرة البريطانية شورت إمباير والطائرة الأمريكية من طراز بوينغ 314. استبق هذا النمو الكبير من السفر عبر المحيط الأطلسي في فترة ما بعد الحرب.

## عصر الطائرات النفاثة ما بعد الحرب

### بريطانيا

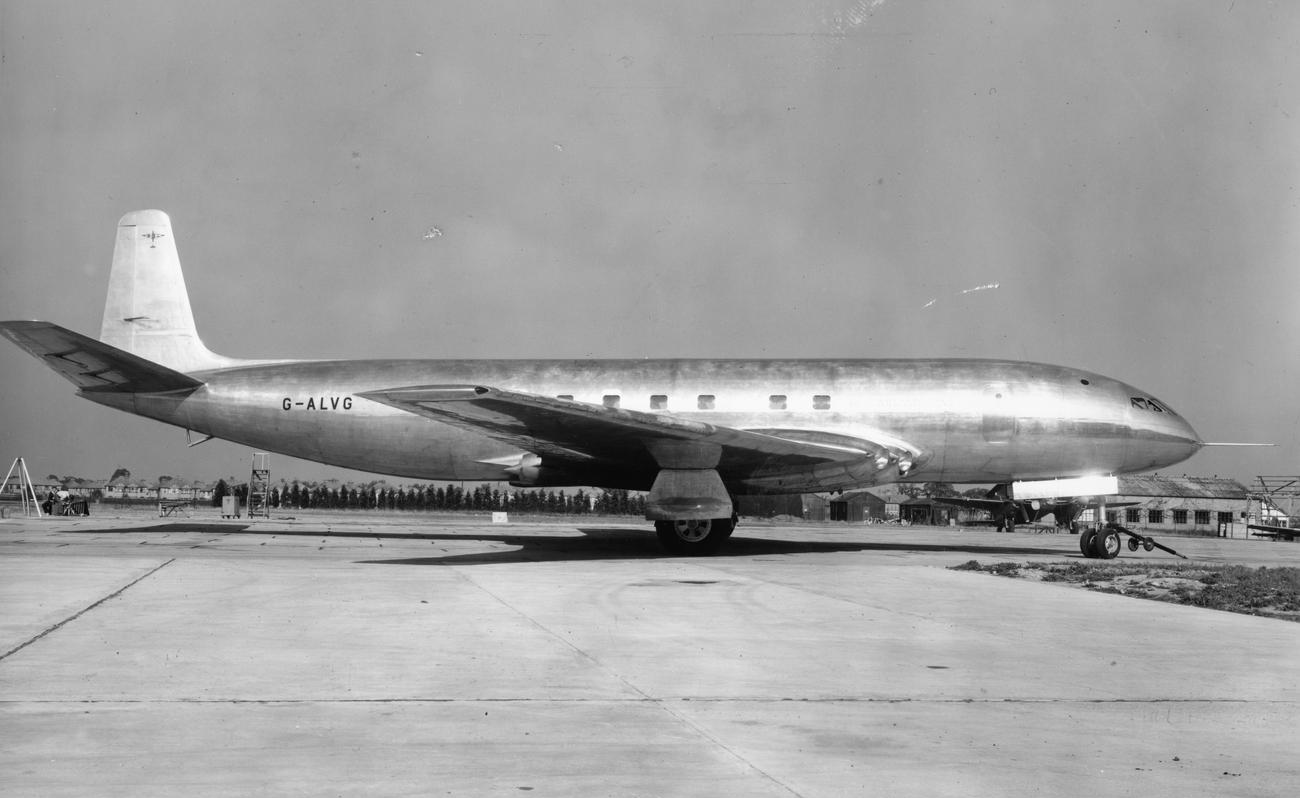
النموذج الأولي لطائرة دي هافيلاند كومت في عام 1949، وهي أول طائرة نفاثة في العالم.

في بريطانيا، في عام 1942، شكلت لجنة برابازون (بالإنجليزية:  Brabazon Committee)‏ برئاسة البارون جون مور برابازون (بالإنجليزية: John Moore-Brabazon)‏، وذلك للبحث في الاحتياجات المستقبلية للإمبراطورية البريطانية لسوق الطائرات المدنية. وكانت الدراسة محاولة لتحديد نظرة عامة واسعة، وأثر التقدم المتوقع في تكنولوجيا الطيران والتنبؤ بالاحتياجات العالمية لمرحلة ما بعد الحرب الإمبراطورية البريطانية (في جنوب آسيا وأفريقيا والشرقين أدنى والأقصى) ودول الكومنولث (أستراليا وكندا ونيوزيلندا) في مجال النقل الجوي، للركاب والبريد والبضائع. وكانت المشكلة الحاسمة التي واجهت المخططين أن هناك اتفاقا قد تم التوصل إليه بين الولايات المتحدة والمملكة المتحدة في عام 1942 تقسم بموجبة مسؤولية بناء أنواع الطائرات المتعددة المحركات للاستخدام البريطاني، وجاء في الاتفاقية بأن الولايات المتحدة سوف تركز على بناء طائرات النقل في حين أن المملكة المتحدة سوف ستركز على بناء القاذفات الثقيلة. وهذا القرار يعني بأن المملكة المتحدة ستترك في نهاية الحرب مع خبرة قليلة في مجال تصميم وتصنيع والتجميع النهائي لطائرات النقل.
ودعا التقرير النهائي لبناء أربعة تصاميم عامة تم دراستها من قبل اللجنة وأعضاء من شركات الطيران المملوكة للدولة وهم شركة الخطوط الجوية البريطانية لما وراء البحار (BOAC) وفيما بعد شركة الخطوط الجوية البريطانية الأوروبية (BEA). وكان أول التصاميم الثلاثة، هو بناء طائرة ذات أحجام مختلفة تناسب مختلف الأسواق، وتعمل بطاقة محرك مكبسي، في حين أن تصميم النوع الرابع، جاء بناء على إلحاح من جيفري دي هافيلاند والذي كانت شركتة ضالعة في تطوير أول مقاتلة نفاثة، وكان التصميم يخص تصميم وبناء طائرة نفاثة تتسع ل 100 مقعدا.

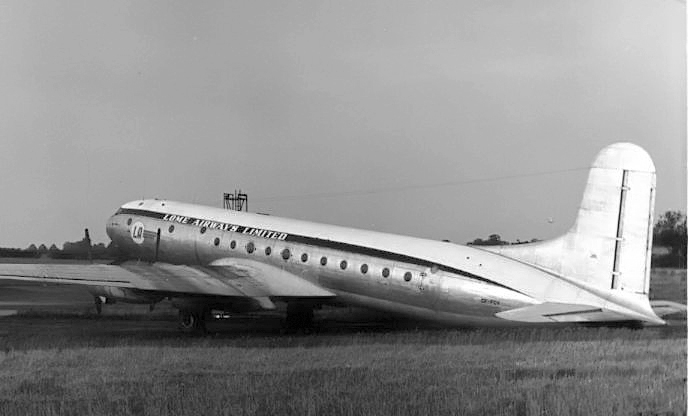
أفرو تودور 5 تابعة لخطوط لوميالجوية (كندا) في مطار ستانستيد في لندن في سبتمبر 1953.

تصميم النوع الأول، أعطي بعد مسابقة وجيزة إلى شركة طائرات بريستول، وبناء على التقارير التي أدلوا بها خلال الحرب من أجل قاذفة قنابل «100 طن». وتطورت هذه إلى إنشاء بريستول برابازون.
وتعقدت عملية أنتاج النوع الثاني بعد أن اقترحت فيكرز بأنه ينبغي أن يكون هناك تحرك لصنع محرك مروحة توربيني حديث. وبالتالي تم تقسيم المواصفات إلي قسمين، أحدهم مع تصميم محرك مكبس تقليدي، أسند في نهاية المطاف لطائرتي دي هافيلاند دوف واير امباسدور. الطائرة الثورية فيكرز فيسكونت 2 حلقت أول مرة في عام 1948، كانت أول طائرة ذات محرك مروحة توربينية تبنى في العالم. ومتطلبات النوع الثالث طورت لتصبح الطائرة أفرو تيودور.
النوع الرابع للطائرات التي تعمل بالطاقة كان من نصيب شركة دي هافيلاند، ففي عام 1949 أصبحت طائرتها من نوع كومت أول طائرة نفاثة في العالم. والكومت طائرة ذات تصميم بديناميكية هوائية عالية، مع أربعة محركات دي هافيلاند توربينية نفاثة من نوع الشبح (Ghost) مدمجة في الأجنحة، وجسم الطائرة مكيف الضغط، ونوافذ مربعة كبيرة. واستهلت الكومت عصر الطائرات الهادئة نسبيا، مع مقصورة ركاب مريحة، وأظهرت في عام 1952 علامات على انها طائرة ستحقق نجاح تجاري. ومع ذلك، وبعد سنة من دخول الخدمة التجارية بدأت الكومت تعاني من المشاكل، حيث تحطمت ثلاث طائرات خلال طيرانها في حوادث جوية مختلفة حظيت بتغطية إعلامية. وعثر في وقت لاحق أن يكون سبب هذه الكارثة الإجهاد المعدني، والتي لم تكن مفهومة جيدا في أبدان وهياكل الطائرات في ذلك الوقت. وعلى آثر ذلك، تم سحب طائرة الكومت من الخدمة وتم أجراء اختبارات على نطاق واسع لاكتشاف سبب التحطم. في الوقت نفسه، أصبح المصنعين المنافسين الآخرين آذانا صاغية ومهتمين بالدروس المستفادة من طائرة الكومت خلال عمليات تطوير طائراتهم الخاصة. على الرغم من ذلك، فأن المبيعات لم تتحسن تماما، وتوجت إعادة التصميم إلي ظهور كومت-2 المحسنة والنموذج كومت-3 وسلسلة كومت-4 التي ظهرت لأول مرة في عام 1958، وأستمر أنتاجها لأكثر من 30 عاما.
هذه الكارثة، إلى جانب حقيقة أن السوق المحلية في المملكة المتحدة كانت أصغر بكثير من السوق الأمريكي، يعني بأن من بداية عقد الستينيات كان من الواضح وعلى نحو متزايد أن المملكة المتحدة قد فقدت سوق الطائرات لصالح الولايات المتحدة، وفي وقت لاحق ظهرت تصاميم طائرات مثل باك 1-11 وفيكرز في سى 10 وهوكر سايدلي ترايدنت وعلى الرغم من نجاح هذه الطائرات الآ انها لم تكن قادرة على كسب جزء كبير من السوق وإعادته مرة أخرى إلي المملكة المتحدة. تم تشكيل لجنة أخرى للنظر في تصاميم الطائرات الأسرع من الصوت، عرفت باسم ستاك (بالإنجليزية: Supersonic Transport Advisory Committee or STAC)‏، وعملت مع شركة بريستول لإنتاج تصميم بريستول تايب 223 وهي طائرة ركاب عبر المحيط الأطلسي تتسع ل100 راكب. واتضح أن مشروع إنتاج هذه الطائرة سيكون مكلف جدا، مما حد بهم للاندماج في وقت لآحق مع جهود مماثلة في فرنسا لبناء أول طائرة أسرع من الصوت - كونكورد.

### الولايات المتحدة الأمريكية
الولايات المتحدة، على العكس، اكتسبت ميزة كبيرة في التصميم والإنتاج في صناعة الطيران في السنوات التي سبقت الحرب، ولكن العديد من التطورات تم تأجيلها إلى ما بعد الحرب كما وضعت جهود التصنيع في المجهود الحربي. كانت التطورات أن الولايات المتحدة من شأنه أن يجعل في هذه الصناعة في جزء كبير منه نتيجة لتعاون شركات الطيران مناقشة ما المطلوب مع الشركات المصنعة للطائرة.
بعد فترة وجيزة جعلت الحرب على الرغم من دوغلاس تقدما كبيرا مع دي سي-4، على الرغم من أن هذا لا يمكن أن تعبر المحيط الأطلسي في كل نقطة، وكان قادرا على جعل رحلة دون توقف من نيويورك إلى المملكة المتحدة. بسبب الحرب مستمرة، ذهبت الدفعة الأولى من هذه الطائرات إلى الجيش الأمريكي والقوات الجوية، وكان اسمه دوغلاس سي-54 سكاي ماستر. في وقت لاحق سوف يتم تحويل بعض هذه التي استخدمت في حرب لصناعة الطيران، جنبا إلى جنب مع الإصدارات الركاب والبضائع التي وضعت في السوق مرة واحدة انتهت الحرب. سوف دوغلاس تطوير في وقت لاحق نسخة من هذه الطائرة التي كانت مضغوطة وخمسة أقدام أطول، وسوف أعيد تصميم هذه الطائرة أصبحت دي سي-6. سوف ترتكز هذه دي سي-6 لمدة ستة أشهر لتصحيح بعض قضايا السلامة التي كانت تسبب حرائق الطيران في.
بعد وقت قصير من دي سي-4، طورت شركة لوكهيد طائرتها المميزة الثلاثية الذيل كونستليشن. اختراق الطيران، وكانت أول طائرة مكيفة الضغط، مما سمح لها بأن تطير على أرتفاعات أعلى، وبالتالي تحقيق سرعات أعلى من أي وقت مضى. وكان جسمها أعرض بحوالي 127 بوصة من طائرات دي سي-4. أقحمها الجيش في الحرب العالمية الثانية، حيث تعرض لإدخال مشابهة في وقت متأخر من صناعة الطيران المدني. مخاوف تتعلق بالسلامة على الأرض لمدة ستة أشهر في وقت قريب بعد أن دخلت الخدمة في حين تم التحقيق في المشاكل وإصلاحها.
في عام 1947، دخلت طائرة بوينغ 377 سترتوكروزر مع تصميم مختلف تماما عن طائرات دوغلاس ولوكهيد. حيث بنيت استنادا على طائرة النقل العسكري من طراز بوينغ سي-97 سترتوفريتر، وكانت طائرة فخمة، ذات طابقين وجسم مكيف الضغط، وتتسع لـ 100 راكب، مما ميزها عن منافسيها. في حين تم تزويد الجيش بحوالي 900 طائرة من نوع سي-97، فأنه أنتج فقط 55 طائرة للطيران المدني.
قامت الشركات الأمريكية بعمل عظيم بالنهوض وتطوير وضع السفر عبر القارات، ولكن كان هناك أيضا أسطولها المتقادم من طائرات دي سي-3 والتي كان لا بد من أيجاد حلول لاستبداله. ومن أجل تحقيق ذلك، قررت شركة كونفير أنها ستتخذ الخطوات لمعالجة تقادم أسطول الطائرات في السوق، وستبدأ بإنتاج طائرة كونفير 240، وهي طائرة مكيفة الضغط بالكامل وتتسع لـ 40 راكبا. كان هناك 566 من هذه الطائرات التي من شأنها أن تطير، من بينهم اثنان من التي تم مجهزة مع وحدات خلع بمساعدة طائرة. سوف كونفير تطوير في وقت لاحق طائرة كونفير 340، الذي كان أكبر قليلا، ويمكن أن تستوعب ما بين 44 و 52 راكبا، و 311 من هذه الطائرة نموذج تم إنتاج. أخيرا كونفير من شأنه أن يخلق كونفير 440، والتي كان تعديلات صغيرة، بما في ذلك عزل الصوت أفضل بكثير من النماذج السابقة. سوف كونفير تجربة قليلا من المنافسة من طائرة مارتن 2-0-2 وطائرة مارتن 4-0-4 ، ولكن بصفة عامة كان كونفير قادرة على السيطرة على هذه السوق، كما كانت مارتن 2-0-2 مخاوف تتعلق بالسلامة وكان غير مكيفة الضغط، و و4-0-4 تباع فقط حوالي 100 وحدة.
كانت الولايات المتحدة هي المهيمنة في هذه الصناعة لعدة أسباب، بما في ذلك السوق المحلية الكبيرة لهذه الطائرات. ان السوق تعمل أيضا في صالح الولايات المتحدة كما بدأت الشركات الأمريكية لبناء طائرات مكيفة الضغط. وخلال السنوات إلتي تلت الحرب أصبح متوفرا محركات أكبر بكثير وأكثر قوة، وأضيفت مزايا السلامة مثل التذويب، والملاحة، والطقس إلى الطائرات. أخيرا، كانت الطائرات المنتجة في الولايات المتحدة أكثر راحة، وكان الطوابق طيران متفوقة من تلك المنتجة في أوروبا.

### فرنسا
في سنوات ما بعد الحرب، طورت فرنسا بضع من طائرات الرحلات الجوية الهامة، وبعض من هذه الطائرات يمكنها الهبوط على المياه، ومن الاسباب التي جعلت الشركات الفرنسية تركز على على هذه القوارب الطائرة، هو أنه في عام 1936 طلبت وزارة الطيران الفرنسية قوارب طائرة يمكن أن تحمل على الاقل 40 راكبا في رحلات جوية عبر الأطلسي. نموذج واحد فقط من هذا الطلبية دخل في الخدمة. وكانت المجموعة الأولى تتكون من ثلاث طائرات لاتيكور 631 والتي اشترتها شركة إير فرانس ووضعتها في الخدمة في شهر يوليو 1947. ومع ذلك، فأن اثنتين من هذه الطائرات تحطم، تم بعدها بوقت قصير تم إخراج الطائرة الثالثة من الخدمة بسبب مخاوف تتعلق بالسلامة. وفي وقت لاحق تم بناء طائرة أس اي 161 لانغدوك، والتي كانت أكثر نجاحا من سابقتها، وبنيت منها أكثر من 100 طائرة، وجرى وضع 40 منها في الخدمة من خلال الخطوط الفرنسية. كما صنع الفرنسيين طائرة بريغيه 763 دوكس بونتس، والتي حلقت لأول مرة في فبراير 1949. وهي طائرة نقل ذات طابقين مع أربعة محركات، والتي استخدمت في نهاية المطاف لنقل كل من الركاب والبضائع. والتي بامكانها نقل كميات كبيرة من البضائع أو 97 راكبا. وبعد توقف طويل، أنتجت فرنسا طائرة كارافيل، والتي تعد أول طائرة نفاثة قصيرة إلي متوسطة المدى في العالم. ثم توالت الجهود الفرنسية اللاحقة من خلال مشاركتها الجزئية في شركة ايرباص الأوروبية.

## اتحاد الجمهوريات الاشتراكية السوفيتية

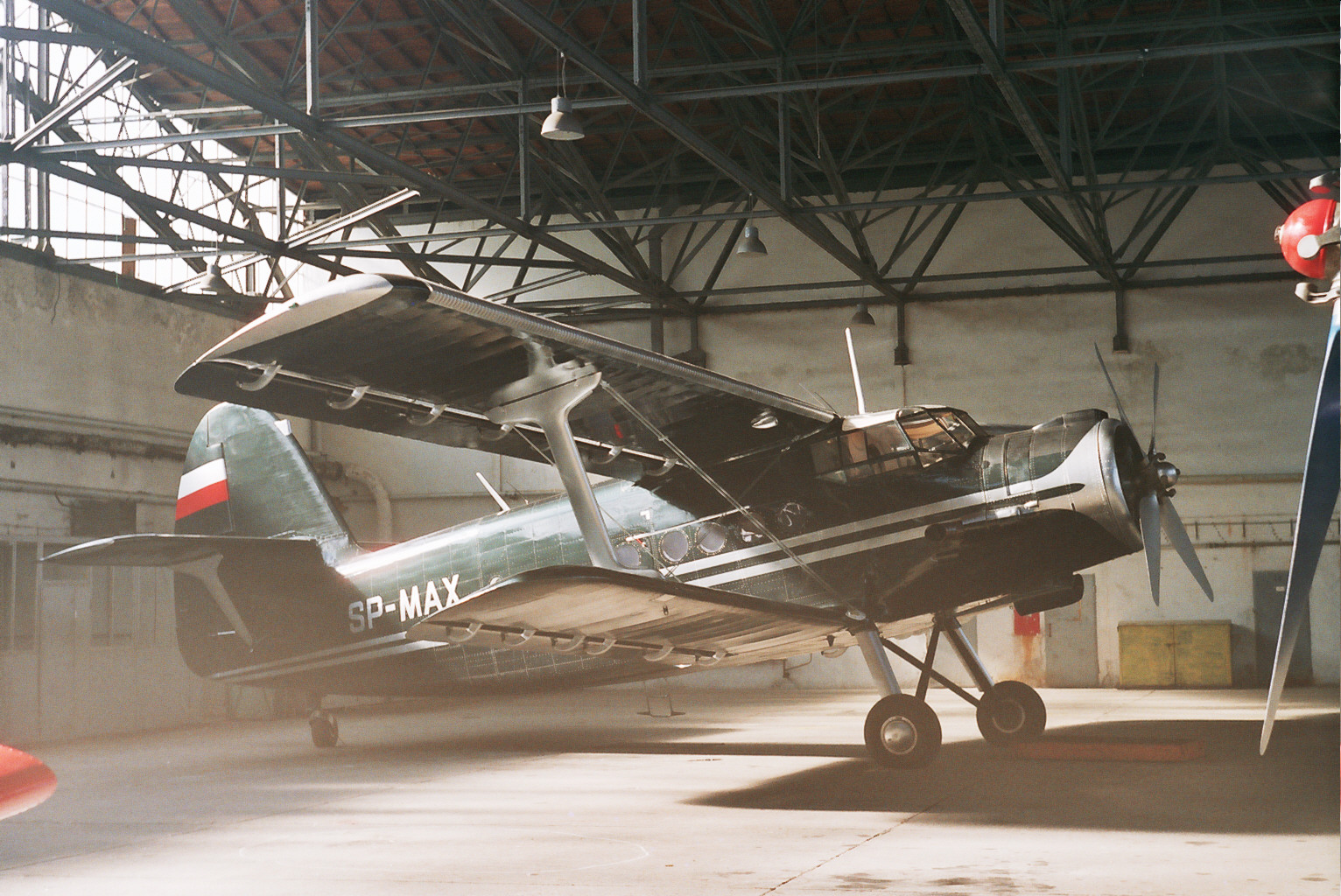
طائرة خاصة من نوع أنتونوف أن-2 في وارسو

بعد نهاية الحرب بوقت قصير، كان معظم الأسطول السوفياتي يتألف من طائرات من دي سي-3 أو ليسونوف إل أي 2. وكانت هذه الطائرات بحاجة ماسة إلى الاستبدال، وفي عام 1946 قامت طائرة إليوشن إي أل-12 بأول رحلة لها. كانت ايل 12 مشابهة جدا في التصميم للطائرة الأمريكية كونفير 240، إلا أنها كان غير مكيفة الضغط. وفي عام 1953 طائرة إليوشن إي أل-14 تحلق في أول رحلة لها، وكان هذا الإصدار مجهز بمحركات أقوى بكثير. ولكن المساهمة الرئيسية التي قدمها السوفييت لطائرات الرحلات الجوية كانت طائرة أنتونوف أن-2، ذات السطحين، خلافا لمعظم الطائرات الأخرى، والتي باعت منها أكثر من أي طائرة نقل أخرى.

## أنواع

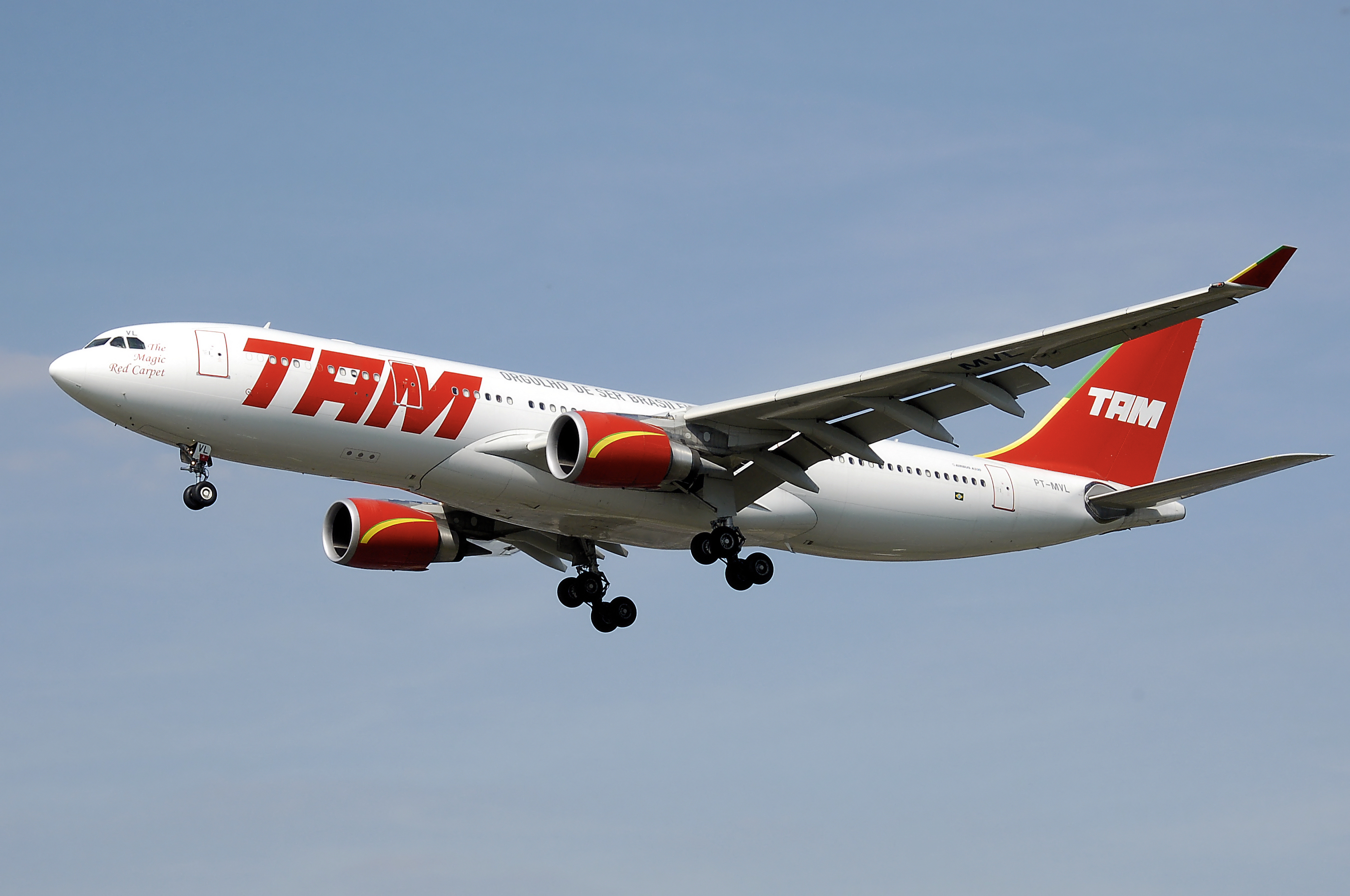
طائرة رحلات جوية ذات جسم عريض من طراز إيرباص A330

### الطائرات ذات الجسم العريض
أكبر طائرات الرحلات الجوية هي الطائرات ذات الجسم العريض . وكثيرا ما تسمى هذه الطائرات بذات الممرين، بسبب وجود ممرين منفصلين يمتدان على طول كابينة الركاب من الأمام إلى الخلف. وتشتمل الطائرات في هذه الفئة على كل من من طرازات بوينغ 747، بوينغ 767، بوينغ 777، بوينغ 787، إيرباص إيه 310، إيرباص إيه 300، إيرباص إيه 330، إيرباص إيه 340، إيرباص إيه 380، لوكهيد L-1011 تريستار، ماكدونل دوغلاس دي سي-10، ماكدونل دوغلاس أم دي-11، إليوشن إي أل-86، وإليوشن إي أل-96. وعادة ما تستخدم هذه الطائرات في الرحلات الطويلة بين محاور الطيران والمدن الكبرى مع العديد من الركاب. وكذلك تشمل نماذج الطائرات ذات الجسم العريض في المستقبل طائرة إيرباص إيه 350.

### طائرات ضيقة الجسم

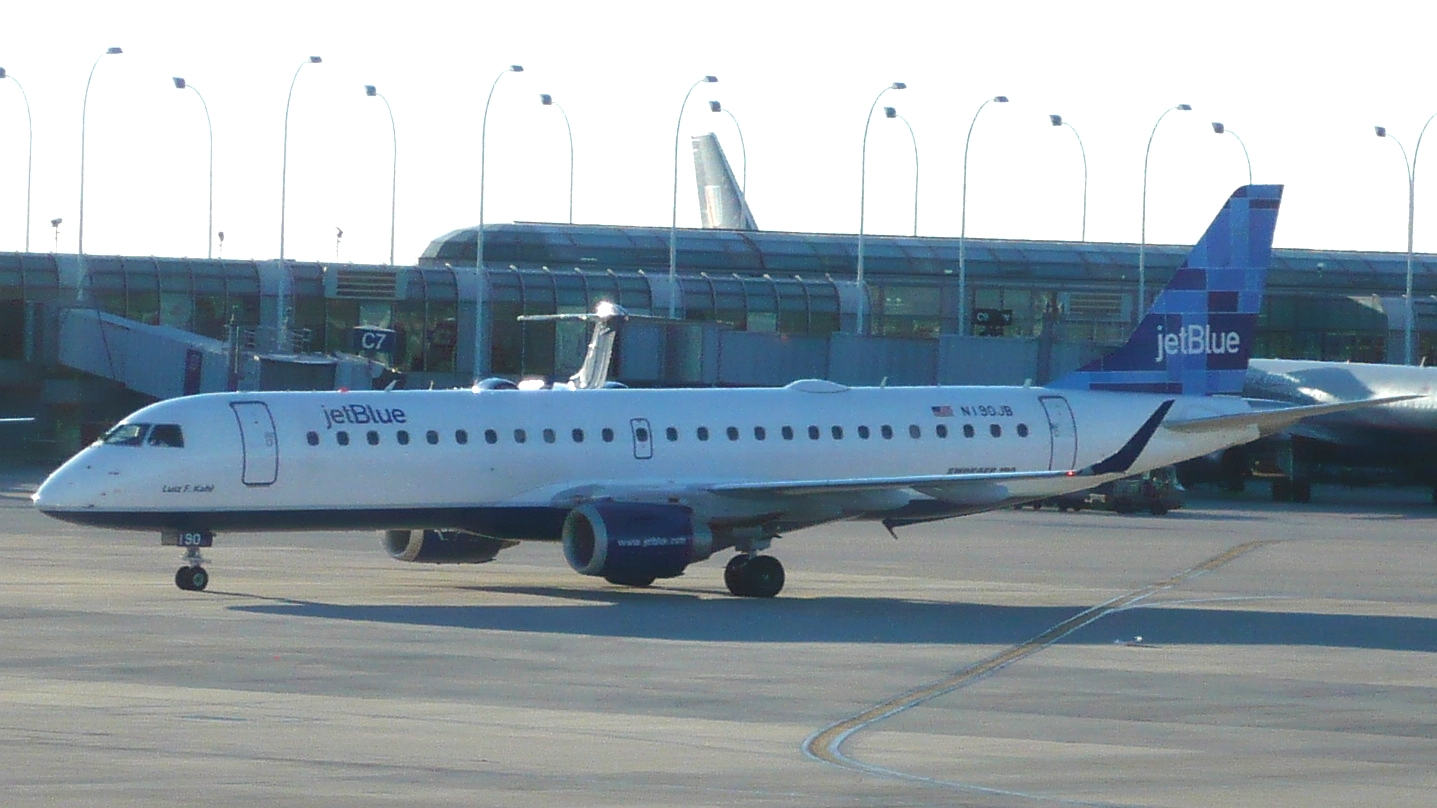
طائرة امبراير 190، قصيرة المدى، تابعة لخطوط جيت بلو الجوية

فئة أصغر أكثر شيوعا من الطائرات، تعرف باسم ضيقة البدن أو الطائرات ذات الممر الواحد. وتستخدم هذه الطائرات الصغيرة عموما لرحلات المسافات المتوسطة مع عدد ركاب أقل مقارنة بطائرات الجسم العريض.
ومن الأمثلة على الطائرات الضيقة الجسم: بوينغ 717، 737، 757، دوغلاس دي سي-9 وسلسلة إم دي-80 / إم دي-90، عائلة إيرباص إيه 320، توبوليف 204، توبوليف 214، امبراير 190 وطائرات 195 وتوبوليف تو-334. طائرات قديمة مثل بوينغ 707، 727، كارافيل، دوغلاس دي سي-8، فوكر إف 70 / إف 100 ، فيكرز في سى 10، كذلك فأن طائرات توبوليف وطائرات ياكوفليف تناسب أيضا ضمن هذه الفئة.

### الطائرات الإقليمية

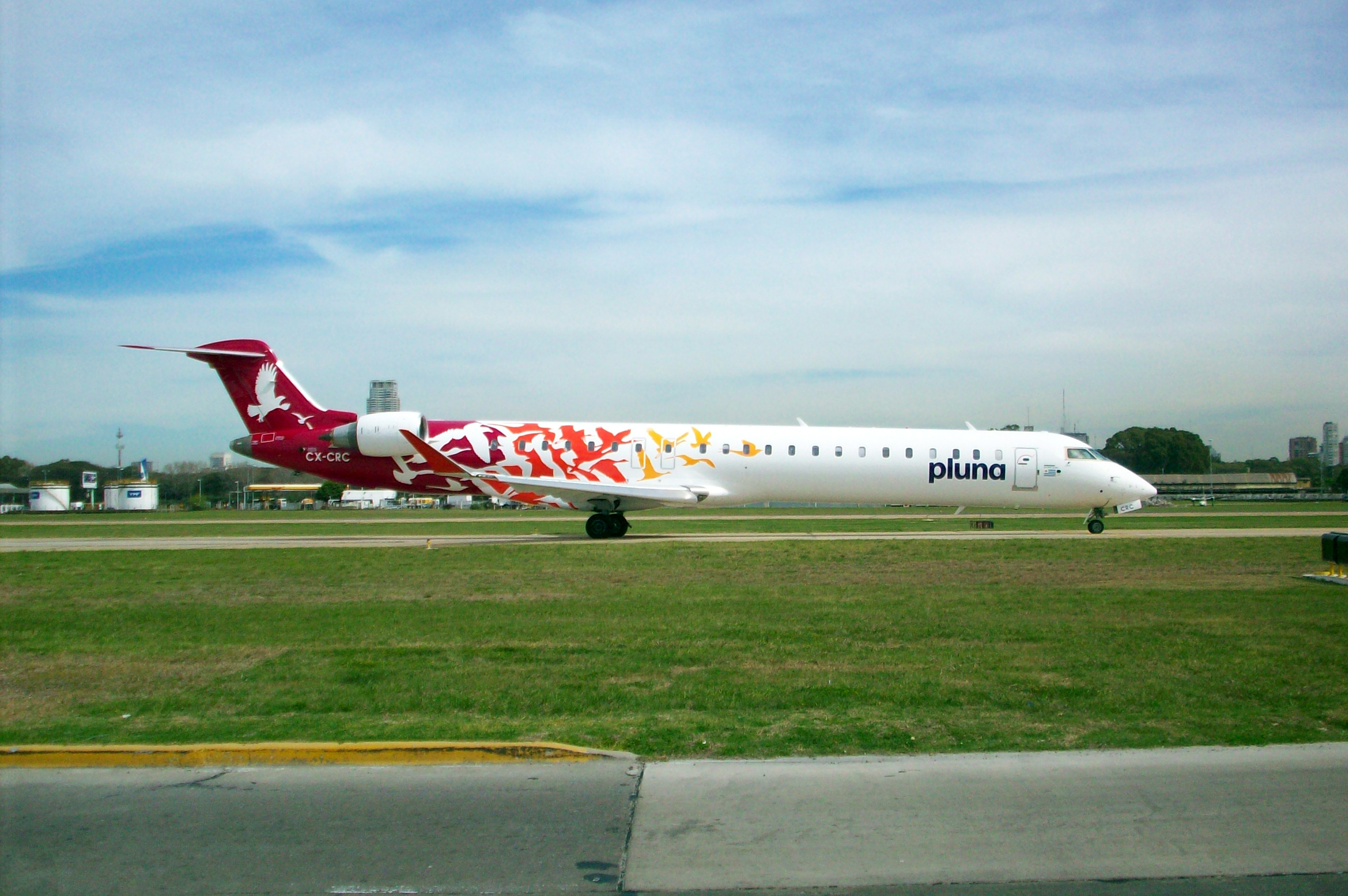
طائرة تاكسي جوي إقليمية للمسافات القصيرة من طراز بومباردييه سي آر جيه 900 تابعة لخطوط بلونا (PLUNA)

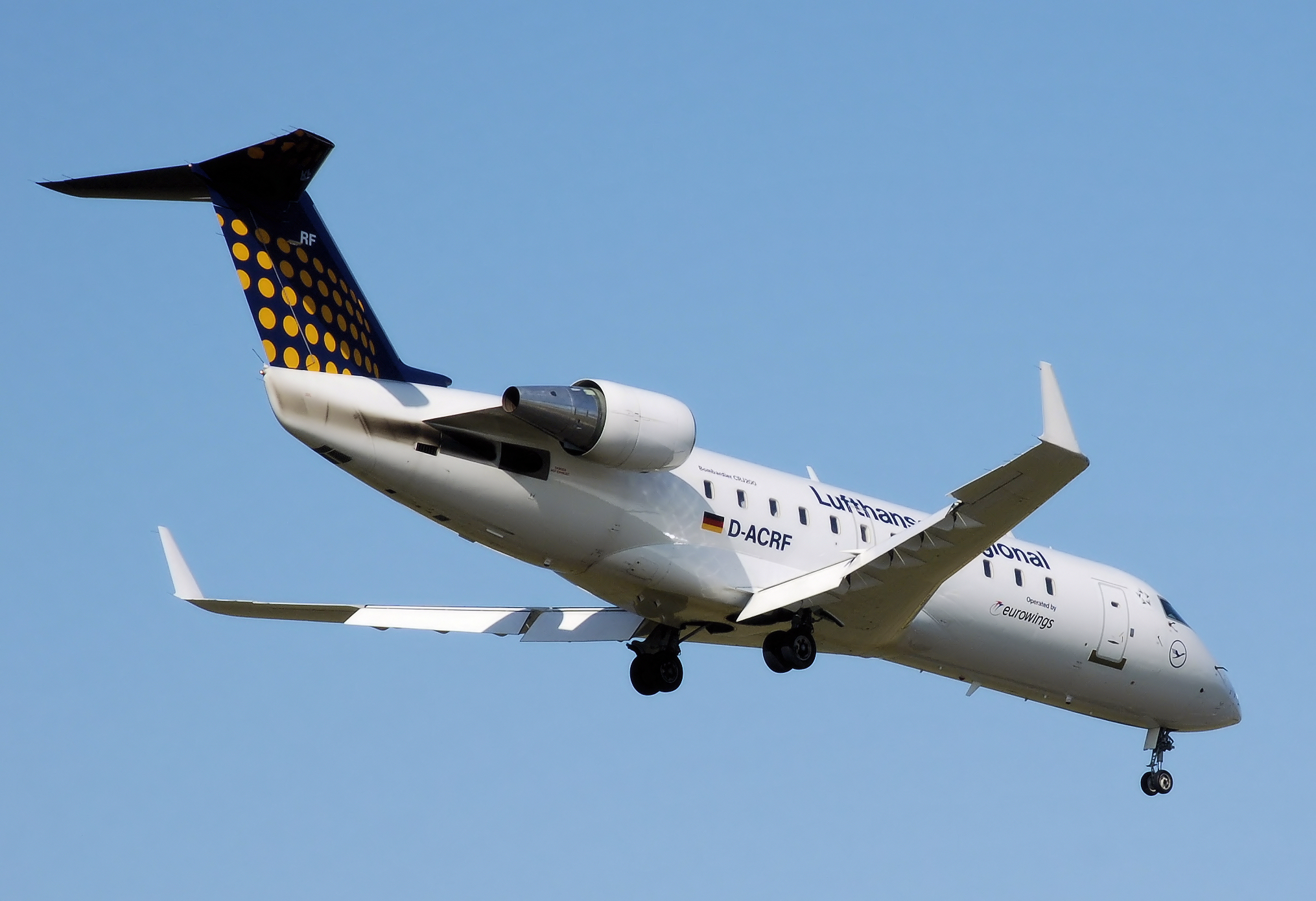
بومباردييه سي ار جيه200

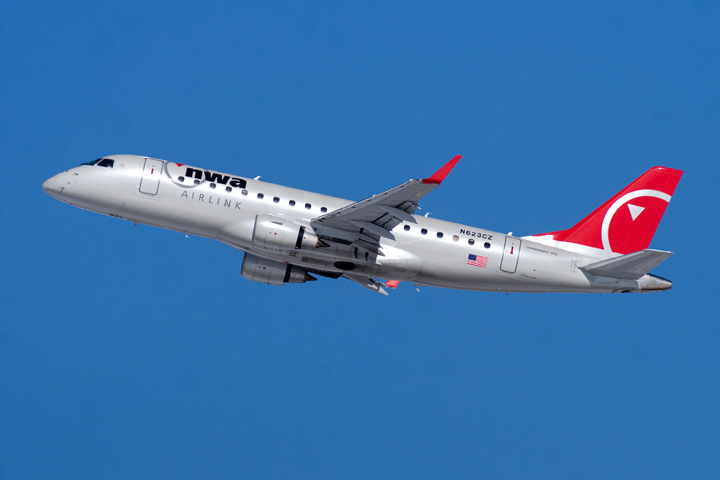
خطوط كومباس الجوية (أمريكا الشمالية) امبراير اي آر جيه-170-200إل آر in the feederliner colors of Northwest Airlink

الطائرات الإقليمية تستخدم للمسافات القصيرة كطائرات أمداد وتغذية بالركاب، وعادة تكون ذات سعة مقعدية أقل من 100 راكبا، وربما تكون مدفوعة بمحركات توربينية مروحيه (توربوفانس) أو بمحركات مروحية توربينية. وهذه الطائرات عادة لاتشغل إلي محطات الطيران الكبيرة والتي عادة ماتعمل عليها الطائرات الأكبر حجما والتي تديرها شركات النقل الكبرى، وناقلات العلم وتستخدم لتغذية حركة المرور في محاور الطيران الكبيرة أو مدن التركيز. هذه المسارات معينة قد تحتاج إلى حجم أصغر طائرة لتلبية احتياجات وتيرة ومستويات الخدمة للعملاء نتوقع في المنتج تسويقها التي يتم تقديمها من قبل شركات الطيران أكبر والطائرات الضيقة والحديثة ذات الجسم العريض الخاصة بهم. لذلك، يتم عادة تجهيز هذه الطائرات لمسافات قصيرة مع المراحيض ، والوقوف والحجرات، والضغط ، وصناديق التخزين العامة، المقاعد مستلق، ولها مضيفات للاعتناء احتياجات الركاب على متن الطائرة خلال نقطة إلى نقطة عبور أو الطرق.
لأن كثيرا ما يتم تشغيل هذه الطائرات من قبل شركات الطيران الصغيرة التي يتم التعاقد معها لتوفير («تغذية») الركاب من المدن الصغيرة إلى مطارات المحور (وعكس) ل«الكبرى» أو «العلم» الناقل، قد يكون باللون الطائرات الإقليمية في liveries من شركة الطيران الرئيسية الذين تقدم لهم هذه «تغذية» الخدمة حتى شركات الطيران الإقليمية قد تقدم والسوق الانتقال السلس بين شركات الطيران أكبر لأصغر شركات الطيران.
نموذج للطائرات النفاثة الإقليمية في هذه الفئة يشمل بومباردييه سي آر جيه 200 وبومباردييه سي آر جيه 700 وامبراير إي آر جيه جنبا إلى جنب مع وسلسلة داش 8، إيه تي آر 42 / إيه تي آر 72 وساب 340 / ساب 2000 ذات الدفع التوربيني.

### طائرات المسافر اليومي

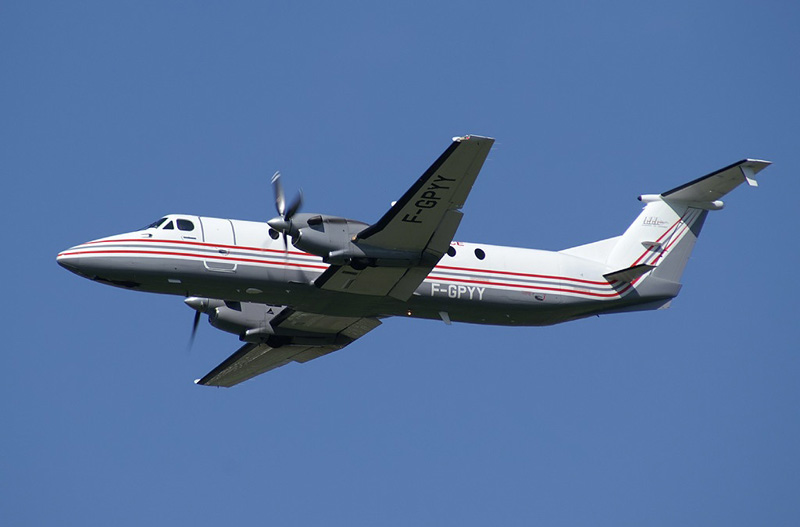
طائرة ركاب قصيرة المدى من طراز بيتش كرافت 1900

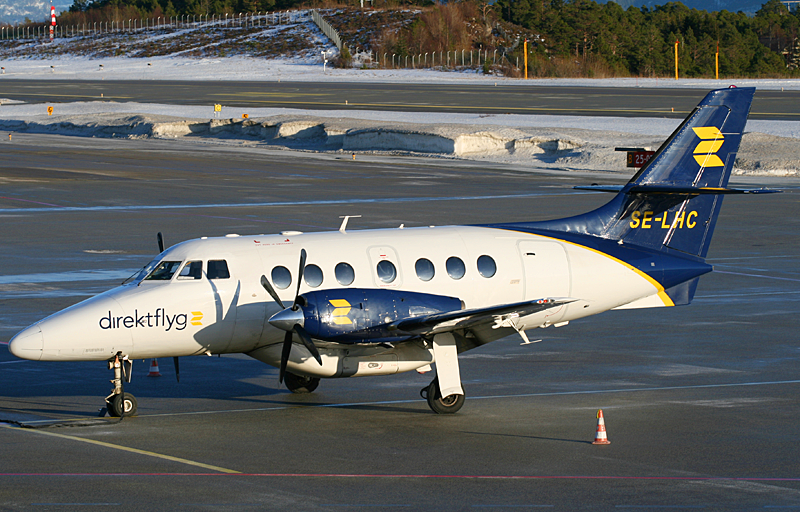
طائرة جت ستريم 32 تابعة لشركة الطيران الإقليمية (Direktflyg) في مطار كريستيانسوند، كريستيانسوند

طائرات المسافر اليومي (بالإنجليزية: Commuterliners)‏ والتي تستخدم كطاترات تغذية بالركاب من قبل شركات الطيران الإقليمية ومشغلي التاكسي الجوي، هي (طائرات خفيفة الوزن، قائمة طائرات النقل الخفيفة) تستخدم في الرحلات الإقليمية ذات المسافات القصيرة المغذية نوع الطائرة الطائرات التي تحمل 19 أو أقل مقاعد الركاب ركاب الطائرات، commuterliners، feederliners، والتاكسي الجوي، اعتمادا على حجمها، والمحركات، وكيف أنها تسويقها، منطقة من مناطق العالم، وجلوس تكوينات. وبيتش كرافت 1900، فعلى سبيل المثال، لديها فقط 19 مقعدا. اعتمادا على اللوائح المحلية والوطنية، وطائرة ركاب قد لا تنطبق عليهم صفة طائرة وربما لا تكون خاضعة لضوابط تطبق على الطائرات الأكبر حجما. وعادة تفتقر طائرات هذه الفئة إلي وسائل الراحة مثل المراحيض وألواح الطباعة وعادة لا تحمل مضيفات باعتبارها عضو طاقم الطائرة.
الطائرات الأخرى التي قد تقع ضمن هذه الفئة هي فيرتشايلد مترو وجت ستريم 31 وإمبراير اي إم بي 110. وسيسنا 208 كارافان وبيلاتوس بي سي-12 هي المحركات المروحية التربينية ذات محرك واحد، وتستخدم في بعض الأحيان كما طائرات صغيرة، وعلى الرغم من ذلك، فأن العديد من البلدان تشترط توفر أثنين من المحركات كحد أدنى في الطائرات المستخدمة للرحلات الجوية.
الطائرات ذات المحركات المكبسية الثنائية، والتي صنعت من قبل سيسنا وبايبر وبريتن نورمان وبيتش كرافت هي أيضا يتم استخدامها للمسافات القصيرة، في طائرات الركاب قصيرة المدى.

## محركات
حتى بداية عصر النفاثات، كانت محركات المكبس شائعة الاستخدام لدفع الطائرات ذات المرواح مثل طائرة دوغلاس دي سي-3. والآن فان كل الطائرات الحديثة تقريبا تعمل بطاقة التوربينات، سواء كانت محركات توربينية مروحية أو محركات مروحية تربينية. وتعمل محركات توربينات الغاز بكفاءة أعلى بكثير على الأرتفاعات العالية، كما أنها أكثر موثوقية من محركات المكبس، وتنتج اهتزازا وضوضاء أقل. وقبل عصر النفاثات، كان من الشائع استخدام نفس المحركات أو المتشابهة في كل من الطائرات المدنية والطائرات العسكرية على حد سواء. وفي السنوات الأخيرة، حدث تباين وأختلاف كبير، بحيث أصبح الآن امرا غير أعتيادي أن تجد نفس المحرك يستخدم على كل من الطائرات العسكرية والمدنية. وعادة ماتكون الطائرات العسكرية التي تتقاسم تكنولوجيا المحركات مع الطائرات المدنية هي طائرات نقل عسكري أو طائرات التزود بالوقود جواً.

## إصدارات آخرى
وقد وضعت بعض أنواع من الطائرات لنقل البضائع أو للرفاهية استخدام الشركات ورجال الاعمال. كما تم تعديل العديد من الطائرات للاستخدام الحكومة كما VIP النقل وللوظائف العسكرية مثل ناقلات المحمولة جوا (على سبيل المثال، فيكرز في سى 10 ، وطائرة شركة لوكهيد إل-1011 تراي ستاروبوينغ 707)، الإسعاف الجوي (القوات الجوية الأمريكية / بحرية الولايات المتحدة دي سي-9)، استطلاع (إمبراير إي آر جيه 145، ساب 340 ، بوينغ 737)، فضلا عن الأدوار التي تحمل القوات.

## التكوين
الطائرات الحديثة عادة ما تكون ذات تصاميم بجناح منخفض مع اثنين من المحركات المثبتة في حجيرات تحت الاجنحة. وتعتبر طائرتي بوينغ 747 وإيرباص إيه 380 هما الطائراتان الثقيلتان الوحيداتن التي قيد الإنتاج والتي يتجاوز وزنها (أكثر من 400 طن وزن الإقلاع الأقصى). في بعض الأحيان يكون لطائرات الأصغر حجما محركات مثبتة على جانبي جسم الطائرة الخلفي. وهناك العديد من المزايا والعيوب لهذا الترتيب. ولعل أهم ميزة لتركيب محركات تحت جناحي الطائرة هو أن مجموع وزن الطائرة يتم توزيعها بشكل متساو عبر جناحيها، والتي تفرض أقل الانحناء لحظة على الأجنحة ويسمح لهيكل الجناح أخف وزنا. يصبح هذا عاملا أكثر أهمية مع تزايد وزن الطائرة، وليس هناك طائرات الإنتاج في الوزن مع كل من اقلاعها أقصى أكثر من 50 طنا والمحركات التي شنت على جسم الطائرة. وأنتونوف أن-148 ليست سوى طائرة في الإنتاج مع أجنحة عالية محمولة على (عادة ما ينظر إليها في طائرات النقل العسكرية)، مما يقلل من خطر الضرر من مدارج غير معبدة.
باستثناء عدد قليل من التصاميم التجريبية أو العسكرية، كانت جميع الطائرات التي بنيت حتى الآن كل من وزنهم رفع من الأرض عن طريق تدفق الهواء عبر الأجنحة. من حيث الديناميكا الهوائية، وكان جسم الطائرة مجرد عبء. ناسا وبوينغ حاليا على وضع الجسم الجناح المخلوطة تصميم هيكل الطائرة الذي بأكملها، من قمة الجناح إلى قمة الجناح، ويسهم المصعد. هذا يعد مكسبا كبيرا في كفاءة الوقود .

## الشركات المصنعة
وتشمل هذه:
آسيا
- الصين

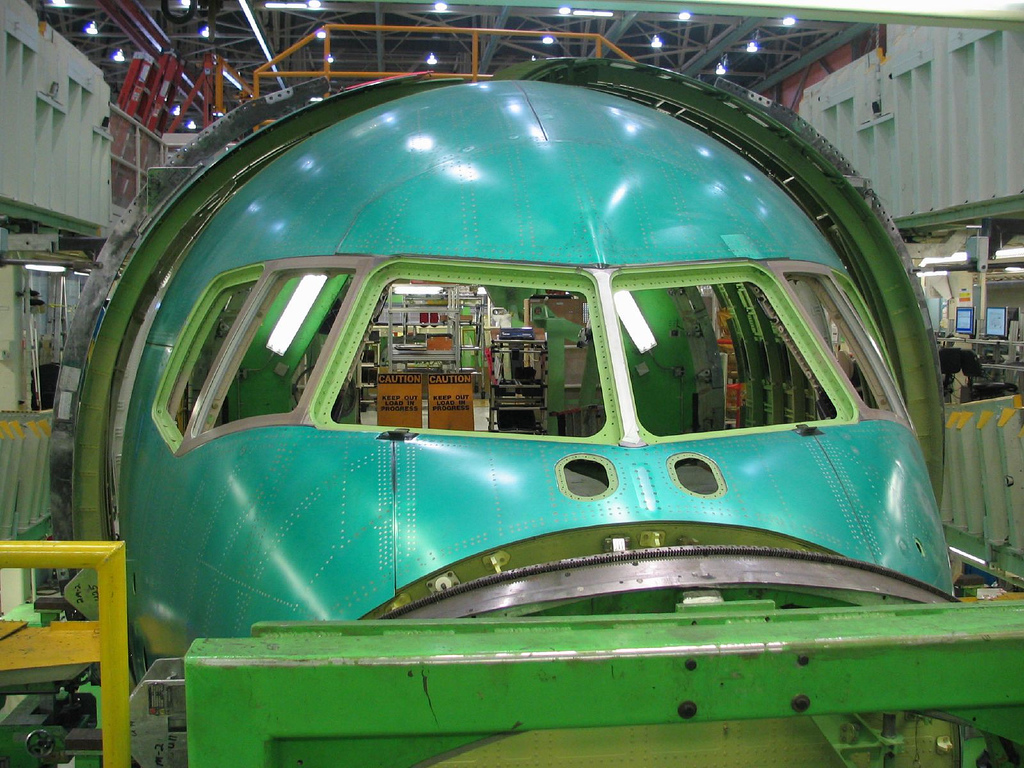
تجميع قسم المقدمة (قسم الأنف) لطائرة من طراز بوينغ 767

  - كوماك (ويشمل مصنع شنغهاي لصناعة الطائرات)
  - شنيانغ شركة الطائرات
  - شيان الطائرات المؤسسة الصناعية
- اليابان
  - ميتسوبيشي شركة الطائرات

أوروبا
- فرنسا وألمانيا وإسبانيا والمملكة المتحدة
  - إيرباص (سابقا تكتل المتعددة الجنسيات من أكبر شركات الطيران الأوروبية من فرنسا وألمانيا وإسبانيا والمملكة المتحدة)
- الجمهورية التشيكية
  - ليت كونوفيتسي
- فرنسا / إيطاليا
  - إيه تي آر
- هولندا
  - فوكر (شركة منحلة)
- الشركات الروسية (سابقا السوفياتي تسيطر عليها)
  - إليوشن
  - سوخوي
  - توبوليف
  - ياكوفليف
- السويد
  - ساب إيه بي (لم تعد تصنع الطائرات المدنية)
- إسبانيا
  - CONSTRUCCIONES Aeronáuticas SA
- أوكرانيا (تحت السيطرة السوفيتية سابقا)
  - أنتونوف
- المملكة المتحدة
  - بي إيه إي سيستمز (سابقا شركة الفضاء البريطانية، لم تعد تصنع الطائرات المدنية)
  - بريتن نورمان

أمريكا الشمالية
- كندا
  - بومباردييه (وتتضمن الشركات السابقة دي هافيلاند كندا وكنداير)
- الولايات المتحدة
  - بوينغ (ويشمل السابق ماكدونيل دوغلاس الشركة والتي شملت على نفسها اسم شركة الطائرات دوغلاس)
  - شركة لوكهيد كوربوريشن (أصبحت الآن جزءا من شركة لوكهيد مارتن، والتي لم تعد تشارك في الطيران المدني)

أمريكا الجنوبية
- البرازيل
  - امبراير

وينقسم السوق الدولية لطائرات متوسطة الحجم وكبيرة الحجم الآن بين إيرباص وبوينغ ، على الرغم من أن الشركات المصنعة السوفياتي الروسية / السابق لا تزال تبيع أعدادا كبيرة من الطائرات إلى أسواقها التقليدية. وتشمل الشركات المصنعة للطائرات ذات الحجم الأصغر، بالإضافة إلى هذين، إيه تي آر (ATR) ، امبراير وبومباردييه .

## الطائرات البارزة

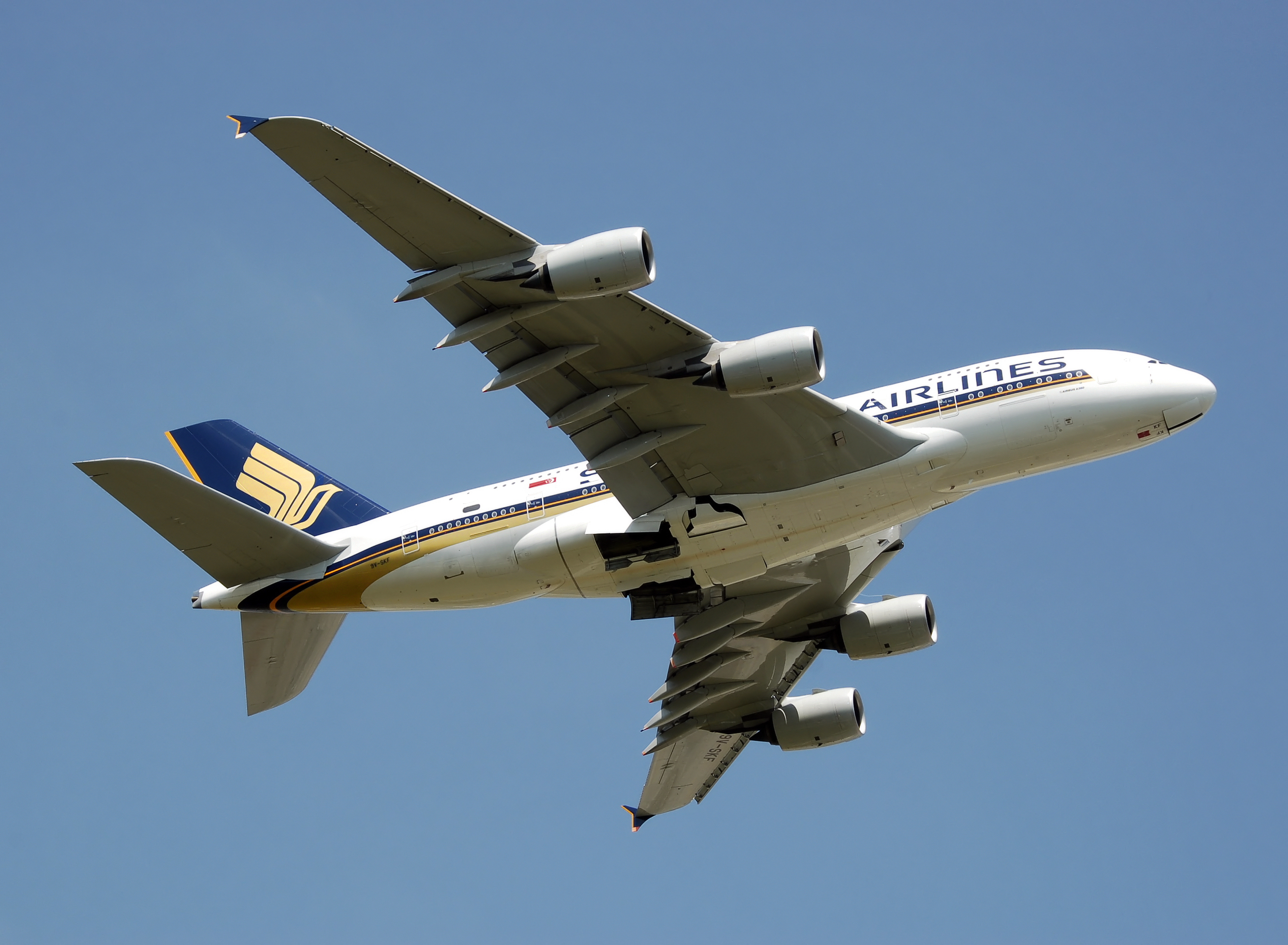
طائرة إيرباص إيه 380 «السوبر جامبو» تابعة الخطوط الجوية السنغافورية أثناء الإقلاع

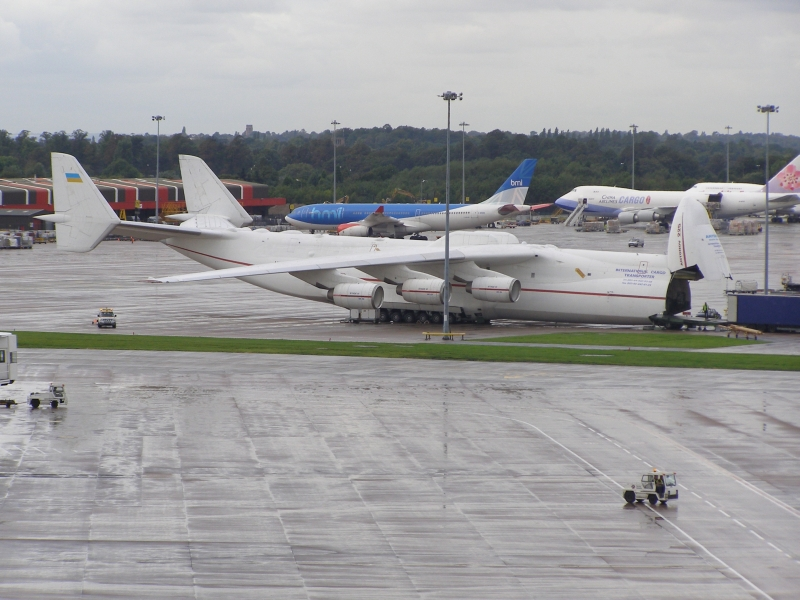
أنتونوف أن-225 «مريا» "Mriya"

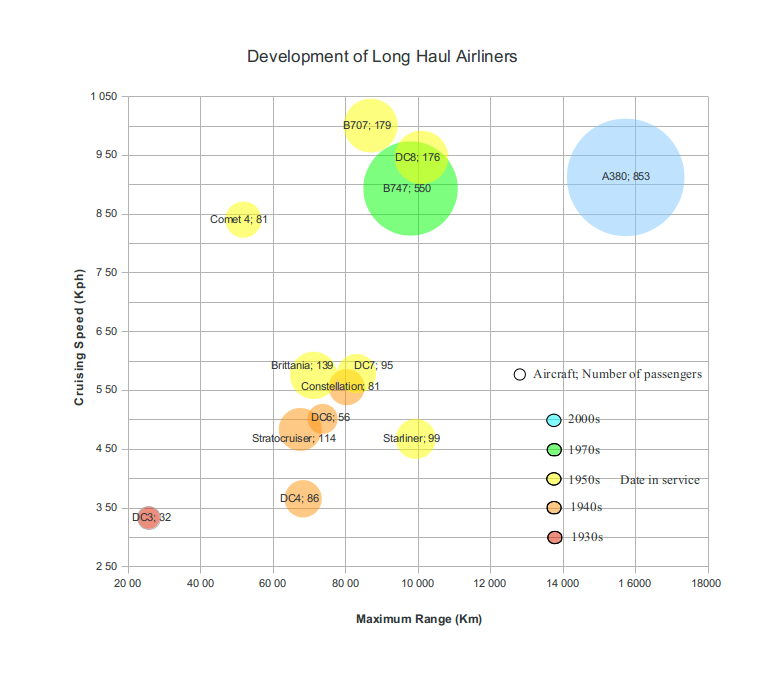
تطور قدرات طائرات المسافات الطويلة ويظهر منها الطائرات البارزة.

- بوينغ 247 - أول تصميم دمج الميزات الحديثة مثل بناء هيكل كامل من المعادن وعجلات هبوط قابلة للرفع.
- دوغلاس دي سي-3 - لا تزال في الخدمة بعد أكثر من 70 عاما من بنائها، وينظر إليه عادة على انها واحدة من طائرات النقل الأكثر أهمية من أي وقت مضى في التاريخ.
- بوينغ 307 - واحدة من الطائرات الأولى التي يتم فيها تكييف الضغط في المقصورة، ولها القدرة على الطيران في طبقة الستراتوسفير (الغلاف الجوي الطبقي)
- دوغلاس دي سي-6 - صنعت أصلا كطائرة نقل العسكري، وتم إعادة تهيئتها لخدمة الركاب بعد الحرب العالمية الثانية، وهو الدور الذي لا تزال تؤديه إلي اليوم.
- بوينغ 377 - صنعت بعد وقت قصير من الحرب العالمية الثانية، واشتقت من طائرة الشحن العسكرية الثقيلة طويلة المدى من نوع بوينغ سي-97 سترتوفريتر، وكان هذه الطائرة ذات الطابقين فخمة مع مقصورة ركاب مكيفة الضغط.
- فيكرز فيسكونت - أول طائرة ركاب ذات محركات مروحية توربينية تدخل الخدمة.
- لوكهيد كونستليشن - ثلاثي الذيل طائرة محركات المكبس مميزة من 1950s، كان واحدا من مشاركة طائرات يحركها المروحة الكبيرة
- دي هافيلاند كوميت - أول طائرة رحلات جوية في العالم تصل إلى مرحلة الإنتاج الضخم، ونالت سمعة سيئة بسبب سلسلة من حوادث التحطم بسبب فشل في هيكل الطائرة.
- أنتونوف أن-2 - أفضل طائرة النقل بيع ما يصل إلى النقطة تم بناؤه.
- توبوليف تو-104 - أول نفاث طائرة لتوفير خدمة مستمرة، وطائرة الوحيد العاملة في العالم بين عامي 1956 و 1958
- بوينغ 707 - أول طائرة رحلات جوية نفاثة تبنى وتدخل الإنتاج في الولايات المتحدة الأمريكية.
- توبوليف تي يو 124 - أول طائرة رحلات جوية تعمل بطاقة محرك توربيني مروحي
- دوغلاس دي سي-8 - أطلقت بعد بوينغ 707، ومع ذلك فإنها أنشأت لشركة دوغلاس سوقا للطائرات، وأستمرت ليومنا هذا في الخدمة كطائرة شحن.
- سود أفياسيون كارافيل - في أول طائرة بنيت بمحركات خلفية. وهي أيضا أول طائرة لتنفيذ عملية الهبوط (CAT III) في حال انخفاض مستوى الرؤية.
- توبوليف تو 154 - المعيار الروسي وبعض الدول الآخرى، للطائرة المتوسطة المدى، نفذت نصف الحركة الجوية السوفيتية منذ عام 1972 مع 1015 طائرة بنيت، وأسرع طائرة في الخدمة
- إليوشن إل-62 - المعيار الروسي وبعض الدول الآخرى، للطائرة البعيدة المدى، على مدى ثلاثة عقود، أول رحلة كانت في 1963؛ ولا تزال في الخدمة.
- دوغلاس دي سي-9 - وصل العدد المنتج منها بطرازاتها المتلاحقة إلي ما يقرب من 2,500 طائرة.
- بوينغ 737 - أكثر طائرة ركاب مبيعا في تاريخ الطيران.[13]
- توبوليف تي يو 144 - أول طائرة رحلات جوية أسرع من الصوت تشيد في الاتحاد السوفيتي.
- كونكورد - وهي طائرة رحلات جوية أنجلو فرنسية أسرع من الصوت، وهي الطائرة الوحيدة الأسرع من الصوت التي حافظت على خدمة نقل الركاب العادية.
- بوينغ 747 «جمبو جت» - طائرة ذات علامة فارقة في تاريخ الطيران، كانت أكبر طائرة للركاب في العالم مابين عامي 1969 و 2005.
- ماكدونل دوغلاس دي سي-10 - طائرة ثلاثية المحركات، كانت منافسا للبوينغ 747 في فئة طائرات البدن العريض.
- إيرباص إيه 300 - أول طائرة بدن عريض في العالم ثنائية المحركات.
- إيرباص إيه 320 - رائدة في استخدام تكنولوجيا نظام التحكم «الطيران بالسلك» للطيران التجارى.
- أنتونوف أن-225 مريا «مريا» - أكبر وأثقل طائرة في العالم. طائرة واحدة فقط تم بناؤها، ويتم استخدامها لنقل الحمولات الضخمة. كما أنها أيضا طائرة الرحلات الجوية الوحيدة التي تعمل بقوة دفع ستة محركات.
- بوينغ 777 - أول طائرة مصممة تماما عن طريق الكمبيوتر، دون نماذج بالأحجام الطبيعية المادية
- إيرباص إيه 380 "سوبر جامبو" - أكبر طائرة ركاب في العالم، منذ عام 2005 فصاعدا.
- بوينغ 787 دريملاينر - أول طائرة ركاب في العالم كانت الأكثر استفادة من المواد المركبة في بنائها.

## إعادة تدوير الطائرة
لآن الطائرات غالية الثمن، فأن معظمها يؤجر لفترات طويلة، تكون مدتها عادة من 20 إلى 40 عاما. وعدد قليل جدا منها يعود إلى الخدمة مرة أخرى بعد هذه الفترة الطويلة من عقد ايجار طويل متروك لتطور تكنولوجيا الفضاء يترك طائرات كبار السن غير قادرين على المنافسة ضد أحدث الآلات التي يمكن تشغيلها بتكلفة أقل. العديد من نهاية خدمة الطائرات في نهاية المطاف في صحراء موهافي ، في الهواء والفضاء ميناء موهافي (المعروف أيضا باسم "Boneyard").من هذا، فإن مصطلح «موهافي» قد حان للإشارة إلى التخزين المؤقت للطائرات، على سبيل المثال خلال تراجع الطلب على السفر الجوي وبين عقود الإيجار على المدى القصير. موقع آخر هو التقاعد طائرة مارانا، أريزونا .
في حين سيتم خفض كل طائرة تقريبا لالغاء (الاستثناءات ينتهي بهم الأمر إلى قطع المتحف أو جوا من قبل جماعات جامع) أنها قد تمر عبر العديد من اصحاب قبل تقاعدهم. طائرة ركاب الواقعات يمكن أن تعمل بأمان لعشرات السنين، اعتمادا على كيفية غالبا ما يتم ذلك جوا، والبيئة التشغيلية، وعما إذا كان الضرر وارتداء المسيل للدموع وإصلاحه بشكل صحيح.
ما قد ينتهي الحياة العملية طائرة هو عدم وجود قطع الغيار، والشركة المصنعة الأصلية ومصنعي الثالث قد لا تقدم أو تقديم الدعم لهم. التآكل والتعب معدنية وغيرها من القضايا التي أصبحت أكثر تكلفة للتعامل مع مرور الوقت. في نهاية المطاف، هذه العوامل والتقدم في تكنولوجيا الطائرات تؤدي إلى طائرات كبار السن أصبحت مكلفة للغاية أو غير فعالة للعمل.
لحماية البيئة، وايرباص وقد وضعت الشركة مركزا في فرنسا ليلجأ وإعادة تدوير الطائرات القديمة. وأكثر من 200 طائرات إنهاء الحياة النشطة في كل عام، وسيتم تفكيكها وإعادة تدويرها تحت أنشئت حديثا مشروع باميلا .

## تكوينات المقصورة والميزات

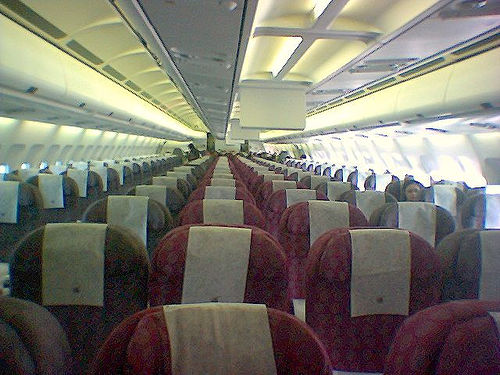
المقصورة الداخلية لطائرة ايرباص تابعة لالخطوط الجوية القطرية

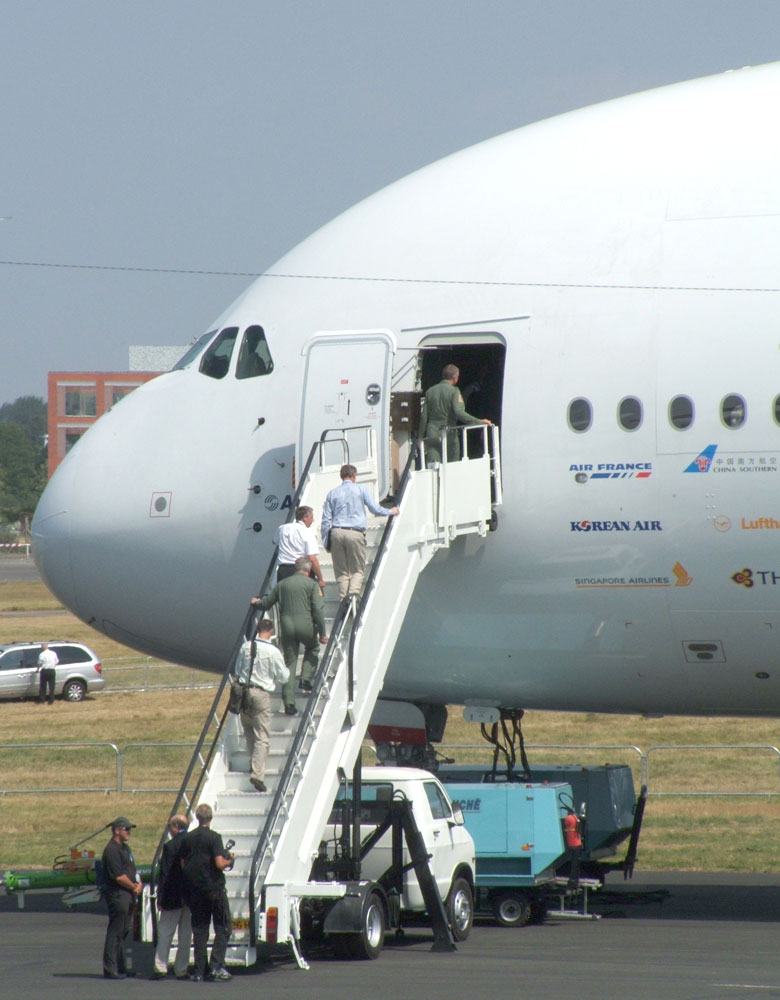
الصعود إلى طائرة إيرباص إيه 380 في معرض فارنبورو للطيران 2006

سوف طائرة وعادة ما يكون عدة أصناف من جلوس: الدرجة الأولى ، درجة رجال الأعمال ، و / أو الدرجة الاقتصادية (والتي قد يتم الإشارة إليها من الطبقة مدرب أو الدرجة السياحية، وأحيانا لديه منفصلة «قسط» قسم الاقتصاد مع أكثر أرجل وسائل الراحة). المقاعد في الفصول أكثر تكلفة هي أوسع وأكثر راحة، والحصول على مزيد من وسائل الراحة مثل «الاستلقاء» مقاعد للنوم أكثر راحة في الرحلات الطويلة. عموما، وأكثر تكلفة الطبقة، وأفضل المشروبات وخدمة وجبة.
الرحلات الداخلية عموما لديهم درجتين، وعادة الأولى أو درجة رجال الأعمال والدرجة السياحية، على الرغم من أن العديد من شركات الطيران بدلا نقدم كل اقتصاد جلوس. الرحلات الجوية الدولية عموما إما تكوين الطبقة اثنين أو تكوين الدرجات الثلاث، وهذا يتوقف على شركات الطيران والمسارات ونوع الطائرات. العديد من الطائرات تقدم الأفلام أو الصوت / الفيديو عند الطلب (وهذا هو المعيار في الأولى ودرجة رجال الأعمال على العديد من الرحلات الدولية وقد تكون متاحة على الاقتصاد). وتقدم كابينة من أي فئة مع المرحاض مرافق، أضواء القراءة و gaspers .

### مقاعد
المقال الرئيسي: مقعد طيران
وبالنظر إلى أنواع من المقاعد التي تم توفيرها، وكم أرجل على كل الركاب هي القرارات التي تتخذها الشركات المصنعة للطيران، وليس شركات الرحلات الجوية. هي التي شنت مقعدا في «مسارات» على أرضية المقصورة، ويمكن نقلها ذهابا وإيابا من قبل موظفي الصيانة أو إزالتها تماما. بطبيعة الحال يحاول الطيران إلى زيادة عدد المقاعد المتاحة في كل طائرة لنقل أكبر عدد ممكن (وبالتالي الأكثر ربحية) من الركاب.
راكب يجلس في الصف الخروج (صف المقاعد المجاورة ل مخارج الطوارئ) وعادة ما يكون أكبر بكثير من تلك التي يجلس أرجل في ما تبقى من المقصورة، في حين أن مقاعد مباشرة أمام الصف الخروج قد يكون أقل أرجل وربما لا حتى اتكأ (لأسباب تتعلق بالسلامة الإخلاء). ومع ذلك، قد تكون هناك حاجة الركاب يجلس في صف الخروج لمساعدة طاقم الطائرة أثناء الإخلاء في حالات الطوارئ للطائرات فتح مخرج الطوارئ ومساعدة زملائه الركاب للخروج. كإجراء وقائي، العديد من شركات الطيران تمنع الشباب الذين تقل أعمارهم عن 15 من أن يجلس في الصف الخروج.
صممت المقاعد لتحمل قوات قوية حتى لا كسر أو تأتي فضفاضة من المسارات الأرضية أثناء الاضطرابات أو الحوادث. وغالبا ما يتم تجهيز ظهورهم المقاعد مع علبة أضعاف إلى أسفل لتناول الطعام، والكتابة، أو كمكان لإقامة جهاز كمبيوتر محمول، أو الموسيقى أو الفيديو لاعب. المقاعد دون صف آخر من المقاعد في الجبهة منهم صينية أن يتم طي إما إلى مسند الذراع أو أن مقاطع بين قوسين على الجانب السفلي من مساند للذراعين. ومع ذلك، مقعدا في كابينة قسط عموما الصواني في مساند للذراعين أو الصواني كليب على، بغض النظر عن ما إذا كان هناك صف آخر من المقاعد أمامهم. المقاعد الخلفية الآن في كثير من الأحيان ميزة اللون صغيرة LCD شاشات لأشرطة الفيديو والتلفزيون وألعاب الفيديو. توجد ضوابط لهذا العرض وكذلك منفذ لتوصيل سماعات الرأس في الصوت عادة في مسند ذراع كل مقعد.

### صناديق تخزين علوية

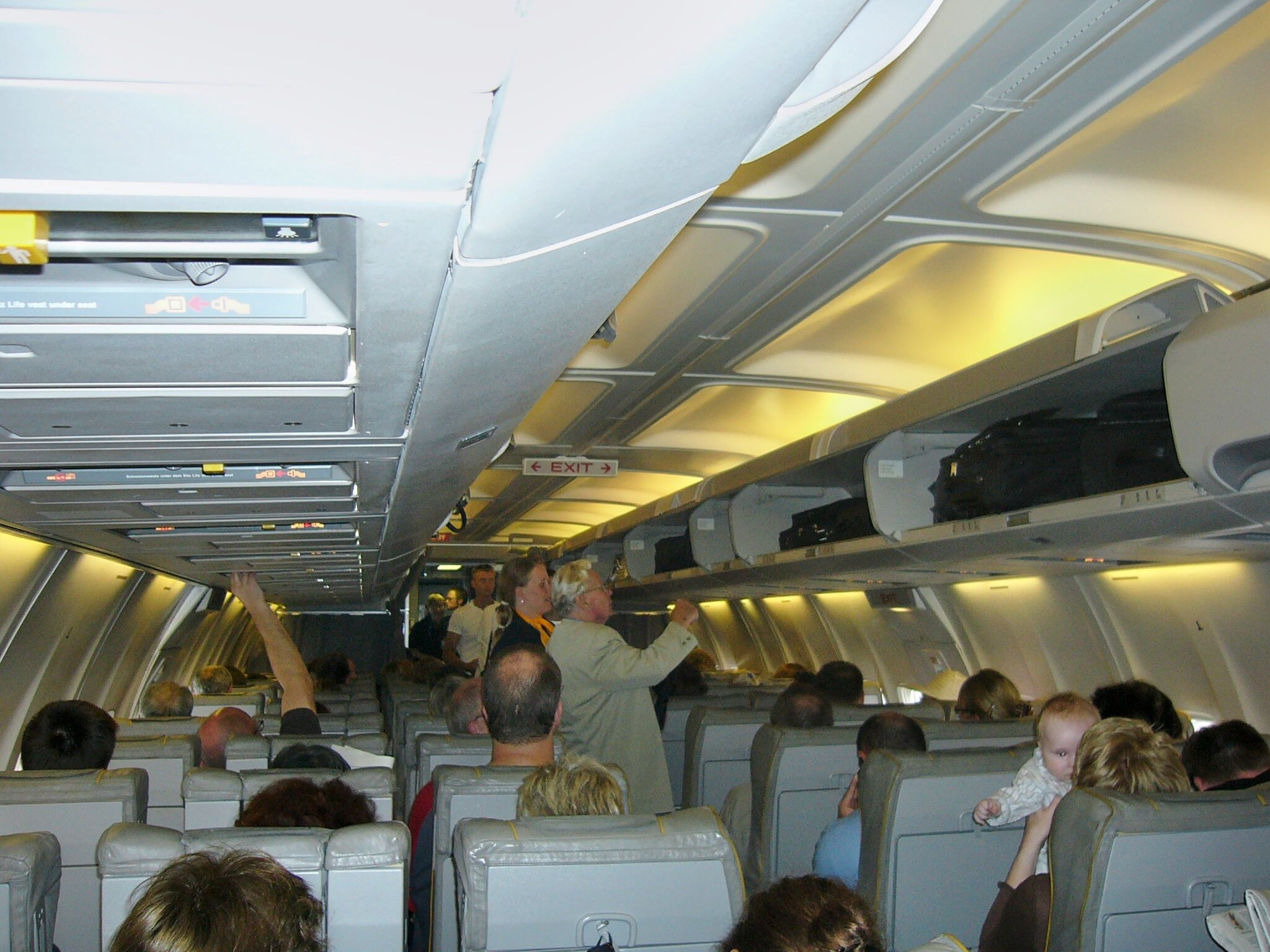
صناديق الأمتعة العلوية في طائرة بوينغ 737-500

وتستخدم صناديق علوية لتعبئة على ترحيل الأمتعة وغيرها من البنود. في حين أن الشركة المصنعة للطائرة وعادة توفير المنتجات القياسية، قد تختار شركات الطيران أن يكون صناديق من حجم متفاوتة، والشكل، أو اللون مثبتة. مع مرور الوقت، تطورت هذه صناديق من أصل ما كانت الرفوف العلوية التي كانت تستخدم في الأصل لأكثر قليلا من معطف وحقيبة التخزين. وسط مخاوف بشأن الحطام المتساقط أثناء الاضطرابات أو في حوادث زادت، وأصبح صناديق المغلقة القاعدة. وقد زادت صناديق في الحجم لاستيعاب أكبر على ترحيل الأمتعة الركاب قد تجلب على الطائرات. ويمكن أن تشمل التصاميم بن جديد درابزين، مفيدا عندما تتحرك من خلال المقصورة.

### وحدة خدمة الركاب
فوق مقاعد الركاب توجد وحدات خدمة الركاب (PSU). والتي تحتوي عادة على مصابيح للقراءة وفتحات تكييف الهواء والأضواء الارشادية وزر لإستدعاء المضيف. في معظم الطائرات طائرات البدن الضيق (وبعض إيرباص إيه 300 وإيرباص إيه 310)، زر طيران إستدعاء المضيفة وأزرار للتحكم في أضواء القراءة تقع مباشرة على وحدة خدمة الركاب، في حين على معظم الطائرات ذات الجسم العريض، على زر الاتصال مضيفات وتحكم في الضوء القراءة أزرار وعادة ما تكون جزءا من وسائل الترفيه في الطيران النظام. الوحدات في كثير من الأحيان يكون صغيرة «اربطوا حزام الأمان» و «لا للتدخين» مضيئة لافتات وربما تحتوي أيضا على مكبر صوت لنظام مخاطبة الجمهور المقصورة.
كما تحتوي على PSU عادة المنسدلة أقنعة الأوكسجين التي يتم تنشيطها إذا كان هناك انخفاض مفاجئ في الضغط في قمرة القيادة. يتم توفير هذه مع الأوكسجين عن طريق مولد الاوكسجين الكيميائي . باستخدام تفاعل كيميائي بدلا من اتصال إلى خزان الأكسجين، وهذه الأكسجين وأجهزة توفير التنفس لفترة طويلة بما فيه الكفاية للطائرة أن ينزل إلى أكثر سمكا، والهواء أكثر تنفس. مولدات الأكسجين التي لا تولد حرارة كبيرة في هذه العملية. وبسبب هذا، ومحمية مولدات الأكسجين حراريا ويتم السماح فقط في الطائرات التجارية عند تركيبها بشكل صحيح - لا يسمح لهم تحميلها كما الشحن على الرحلات الجوية لنقل الركاب. ValuJet الطيران 592 تحطمت يوم 11 مايو 1996 نتيجة غير صحيح تحميل مولدات الأكسجين الكيميائي.

### ضغط المقصورة
المقال الرئيسي: ضغط المقصورة
أصبحت الطائرات التي طورت منذ عقد الاربعنييات من القرن العشرين مزودة بمقصورة ركاب مضغوطة كابينة الضغط (أو بدقة أكثر، بما في ذلك الضغط هياكل يحمل أمتعة) لتمكينهم من نقل الركاب بأمان على ارتفاعات عالية حيث انخفاض مستويات الاوكسجين وضغط الهواء من شأنه أن يسبب خلاف ذلك المرض أو الموت. تمكين طيران على ارتفاعات عالية طائرات تطير فوق معظم نظم الطقس التي تسبب ظروف الطيران المضطربة أو خطرة، وأيضا أن يطير أسرع وزيادة كما أن هناك سحب أقل نظرا لكثافة الهواء أقل. يتم تطبيق زيادة الضغط باستخدام الهواء المضغوط، في معظم الحالات نزفت من المحركات، ويتم إدارتها من قبل نظام مراقبة البيئة التي توجه في الهواء النقي، وفتحات الهواء التي لا معنى لها من خلال صمام.
يعرض الضغط تحديات التصميم والبناء للحفاظ على السلامة الهيكلية وختم المقصورة والبدن ومنع الضغط السريع . بعض العواقب على نوافذ صغيرة مستديرة، والأبواب التي تفتح إلى الداخل وتكون أكبر من ثقب الباب، ونظام الأكسجين في حالات الطوارئ .
للحفاظ على الضغط في المقصورة يعادل إلى ارتفاع مستوى سطح البحر على مقربة من شأنه، على ارتفاع 10,000 متر تجوب (33,000 قدم)، إنشاء فرق الضغط بين داخل وخارج الطائرة الطائرة التي تتطلب قوة أكبر بدن والوزن. معظم الناس لا يعانون من آثار سوء تصل إلى ارتفاع 1800-2500 م (6000-8000 قدم)، والحفاظ على الضغط في قمرة القيادة في هذا الارتفاع يعادل يقلل بشكل ملحوظ من ضغط الفرق، وبالتالي فإن قوة البدن المطلوبة والوزن. ومن الآثار الجانبية هو أن الركاب تجربة بعض الانزعاج كلما تغير الضغط في قمرة القيادة أثناء الصعود والهبوط لغالبية المطارات، والتي هي على علو منخفض.

### التحكم في مناخ المقصورة
الهواء نزفت من محركات حار ويتطلب التبريد عن طريق تكييف الهواء وحدة. كما أنها جافة للغاية في المبحرة الارتفاع، وهذا يسبب التهاب العيون، وجفاف الجلد والغشاء المخاطي في الرحلات الطويلة. على الرغم من أن الترطيب التكنولوجيا يمكن أن يرفع في الرطوبة النسبية إلى مستويات منتصف مريحة، لم يتم ذلك منذ الرطوبة تشجع التآكل إلى داخل البدن والمخاطر التكثيف التي يمكن قصيرة الأنظمة الكهربائية، وذلك لأسباب تتعلق بالسلامة فإنه يتم الاحتفاظ عمدا إلى قيمة منخفضة، حوالي 10٪.

## تحميل الأمتعة

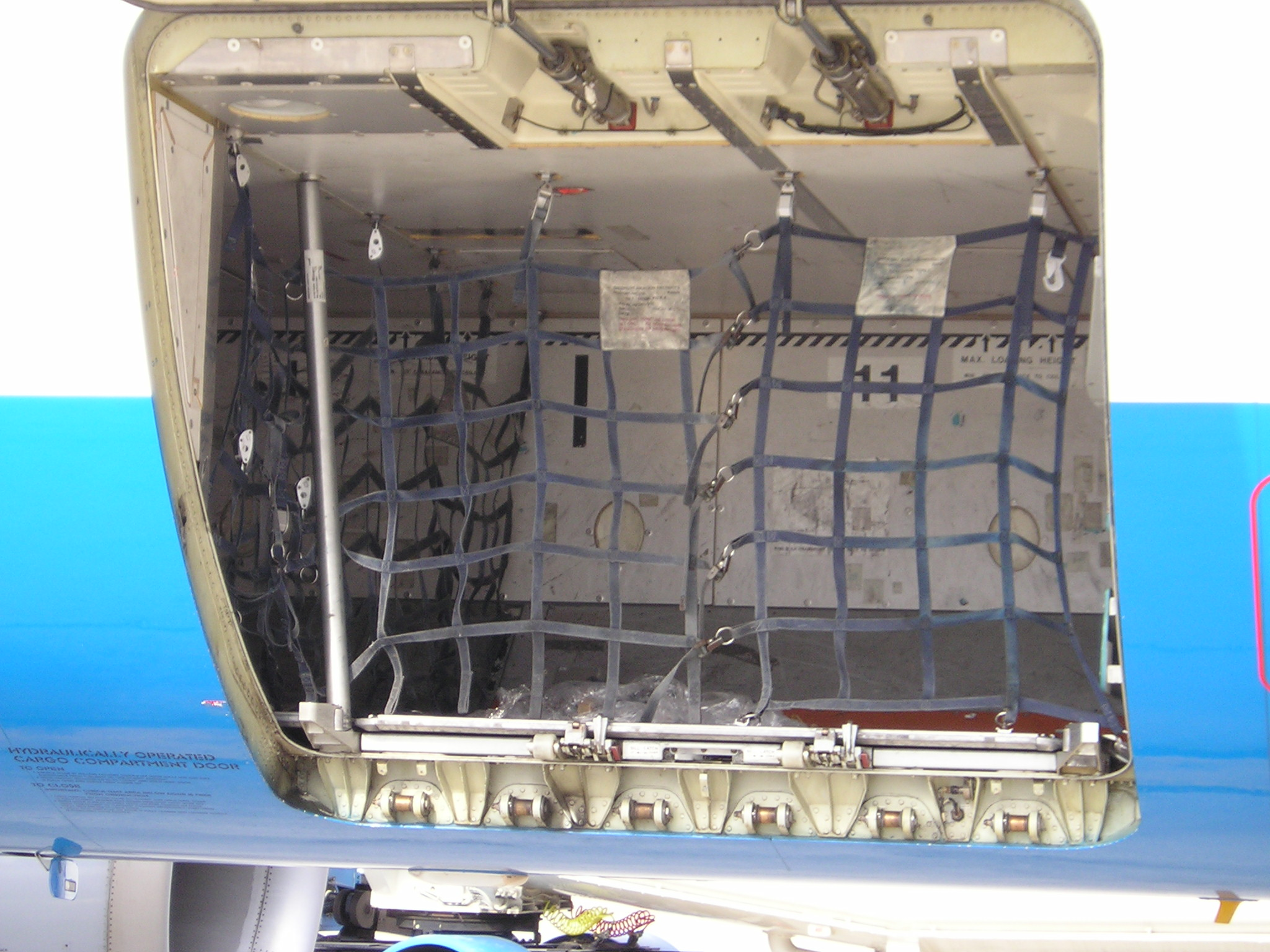
مخزن الأمتعة لطائرة ايرباص A320

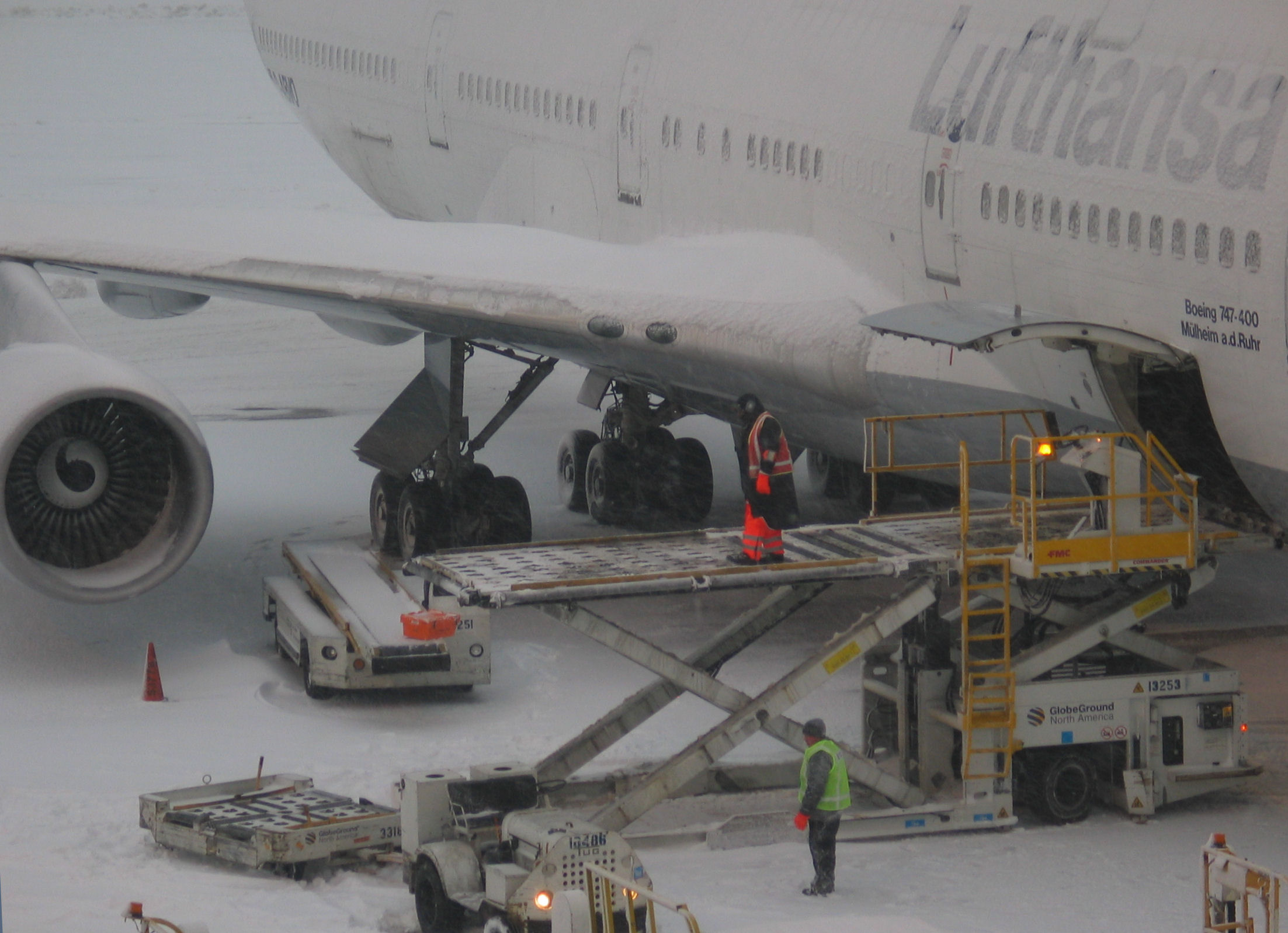
تحميل الأمتعة في طائرة بوينغ 747 في مطار لوغان في بوسطن، خلال الثلج

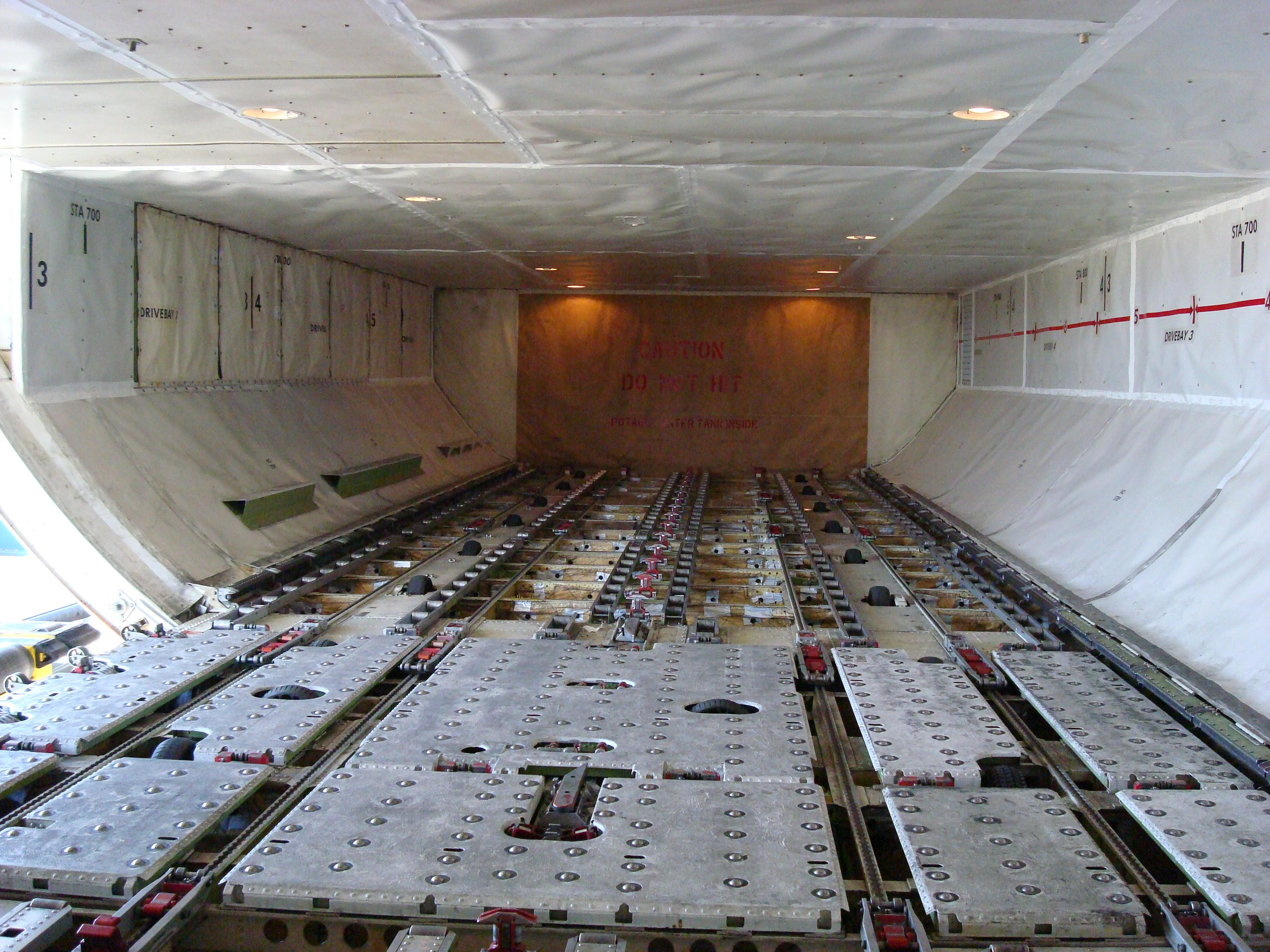
بوينغ 747 front lower compartment. Note the rollers for ULDs on the floor and the partition labeled "Caution: Do Not Hit – Potable Water Tank Inside".

بوينغ 747 أمام حجرة أقل. ملاحظة بكرات ل ULDs على الأرض، وقسم المسمى «تحذير: لا تصل - مياه الشرب داخل تانك».
يجب أن يكون على متن طائرات الفضاء لتخزين الأمتعة التي سوف لا يصلح بأمان في المقصورة الركاب.
مصممة لعقد الأمتعة فضلا عن الشحن، وتسمى هذه المقصورات «صناديق البضائع»، «المعلقة»، أو أحيانا «حفر». في بعض الأحيان يحمل الأمتعة قد يتم الإشارة إليها باسم الطوابق البضائع على أكبر من الطائرات. ويمكن الوصول إلى هذه المقصورات من خلال الأبواب على السطح الخارجي للطائرة. رغم ما وينظر في العديد من الأفلام، والأبواب وصول بين كابينة الركاب والأمتعة يحمل نادرة في الطائرات الحديثة. [ بحاجة لمصدر ]
اعتمادا على الطائرات، ويحمل على الأمتعة هي عادة داخل جسم السفينة، وبالتالي يتعرضن لضغوط تماما مثل مقصورة الركاب على الرغم من أنها قد لا تكون ساخنة. بينما يتم تثبيت الإضاءة عادة للاستخدام من قبل الطاقم التحميل، وعادة المقصورة هو غير المضاءة عند إغلاق الباب.
يحمل الأمتعة على طائرات حديثة مجهزة بمعدات الكشف عن الحرائق وطائرات أكبر حجما والآلي أو أجهزة مكافحة الحريق تفعيلها عن بعد المثبتة.

### طائرات ضيقة البدن
معظم «ضيق الجسم» طائرات مع أكثر من 100 مقعد على مساحة تحت الأرض المقصورة، في حين طائرات أصغر حجما وغالبا ما يكون مقصورة خاصة منفصلة عن منطقة الركاب ولكن على نفس المستوى.
مكدسة الأمتعة عادة في غضون بن باليد، تم فرزها حسب الفئة الوجهة. يتم تأمين المعاوضة التي تناسبها عبر عرض بن للحد من حركة الحقائب. طائرات غالبا ما تحمل وحدات من الشحن والبريد. هذه يمكن تحميلها بشكل منفصل عن الأمتعة أو ممزوجة إذا كانت متجهة إلى نفس الوجهة. لتأمين وحدات ضخمة «باستمرار» وتقدم حلقات لربط العناصر في المكان.

### طائرات عريضة البدن
«ذات الجسم العريض» طائرات كثيرا ما يكون حجرة مثل تلك المذكورة أعلاه، وتسمى عادة«بن السائب». ويستخدم عادة لمدة تصل إلى وقت متأخر الأمتعة أو الحقائب التي قد تم فحصها عند البوابة.
ومع ذلك، يتم تحميل معظم البنود الأمتعة والبضائع السائبة في حاويات تسمى أجهزة حدة تحميل (ULDs)، وغالبا ما يشار إليها باسم «العلب». ULDs تأتي في مجموعة متنوعة من الأحجام والأشكال، ولكن النموذج الأكثر شيوعا هو LD3 . هذه الحاوية خاصة ديها ما يقرب من نفس الارتفاع مقصورة البضائع وتناسبها عبر نصف من عرضه.
يتم تحميل ULDs مع الأمتعة ونقلها إلى الطائرة على عربات دوللي وتحميلها في عنبر الأمتعة من قبل لودر مصممة للقيام بهذه المهمة. عن طريق الأحزمة والبكرات يمكن للمشغل المناورة ULD من عربة دوللي، وتصل إلى باب الأمتعة الطائرات، وإلى الطائرات. داخل عنبر، وقد تم تجهيز الطابق أيضا مع عجلات محرك الأقراص وبكرات أن عامل داخل يمكن استخدامها لنقل ULD بشكل صحيح في مكانها. وتستخدم الأقفال في الكلمة لعقد ULD في المكان أثناء الطيران.
للأحمال الشحن الموحدة، مثل البليت من صناديق أو عنصر غريبة الشكل جدا لاحتوائه في وعاء، يتم استخدام المنصات المعدنية المسطحة التي تشبه ورقة الخبز الكبيرة التي تتوافق مع معدات التحميل.

### القوائم
- الطائرات الإقليمية
- تاكسي الفضاء (ناسا)
- قائمة الطائرات المدنية
- قائمة الطائرات الإقليمية
- قائمة طائرات حسب أقصى وزن للإقلاع

### مواضيع ذات صلة
- مطار
- السفر الجوي
- السلامة الجوية
- الطيران والبيئة

## وصلات خارجية
- بوينغ
- ايرباص (أي ايه دي اس)
- مؤسسة التمويل الدولية التمويلي
- امبراير
- بومباردييه
- ATR إيه تي آر
- موقع هيئة أمن النقل الجوي الكندي (CATSA)
- أيرلينيرز نت
- Airplanes.se